# Lijst van personen overleden in 1983
Dit is een lijst van personen die zijn overleden in 1983.

## Januari

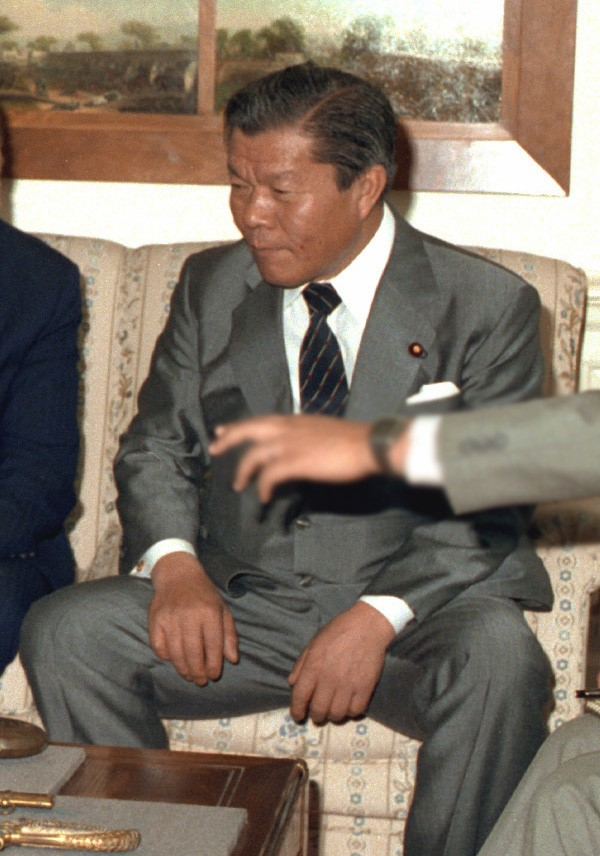
Ichiro Nakagawa
9 januari

Frédérique Petrides
12 januari

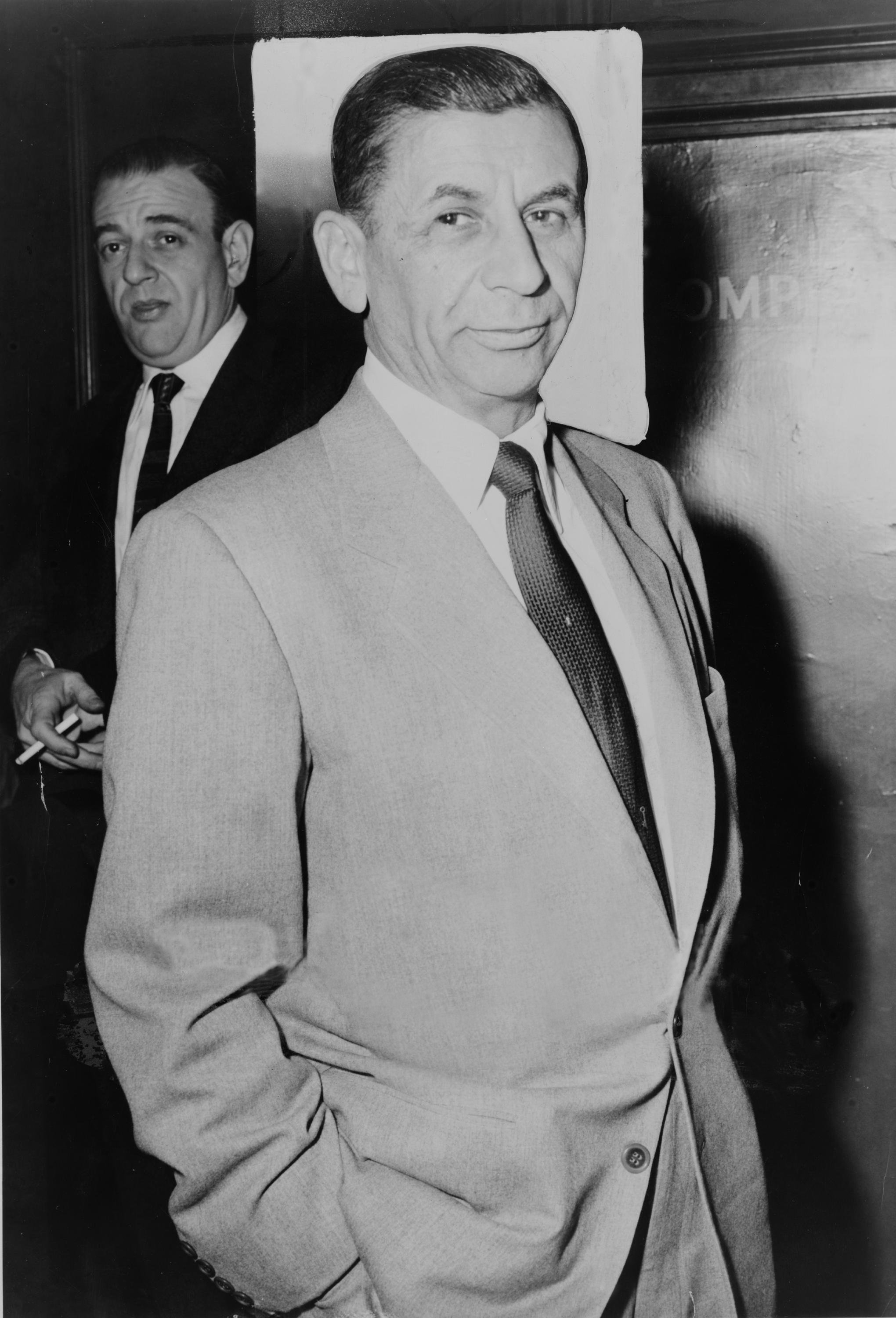
Meyer Lansky
15 januari

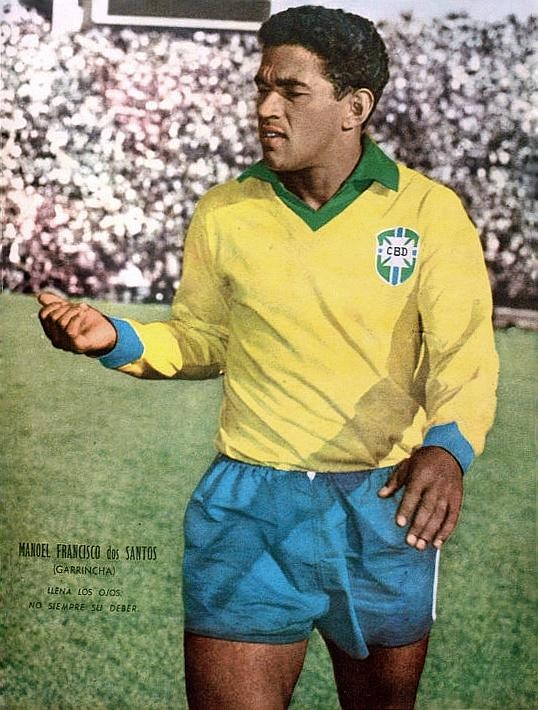
Garrincha
20 januari

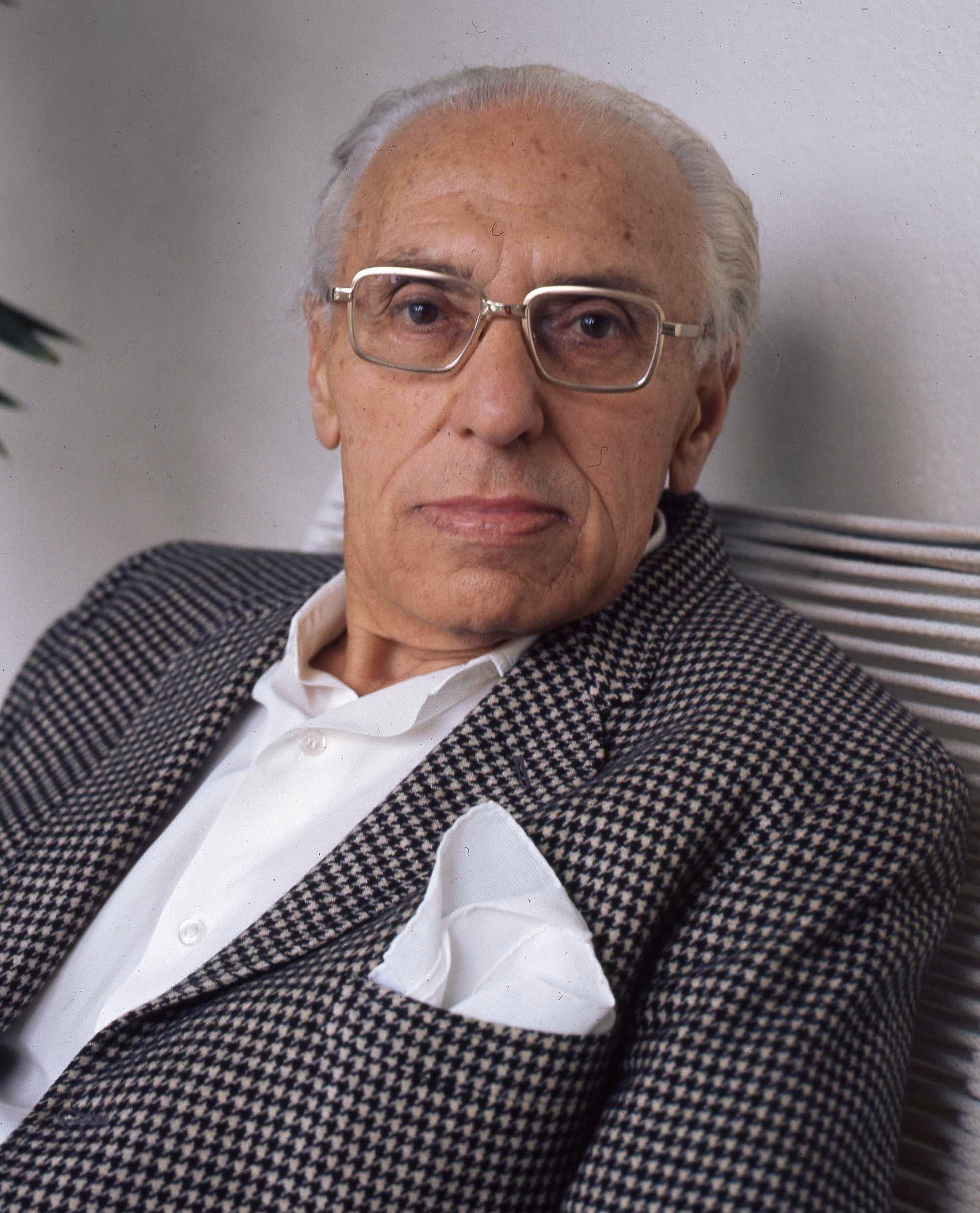
George Cukor
24 januari

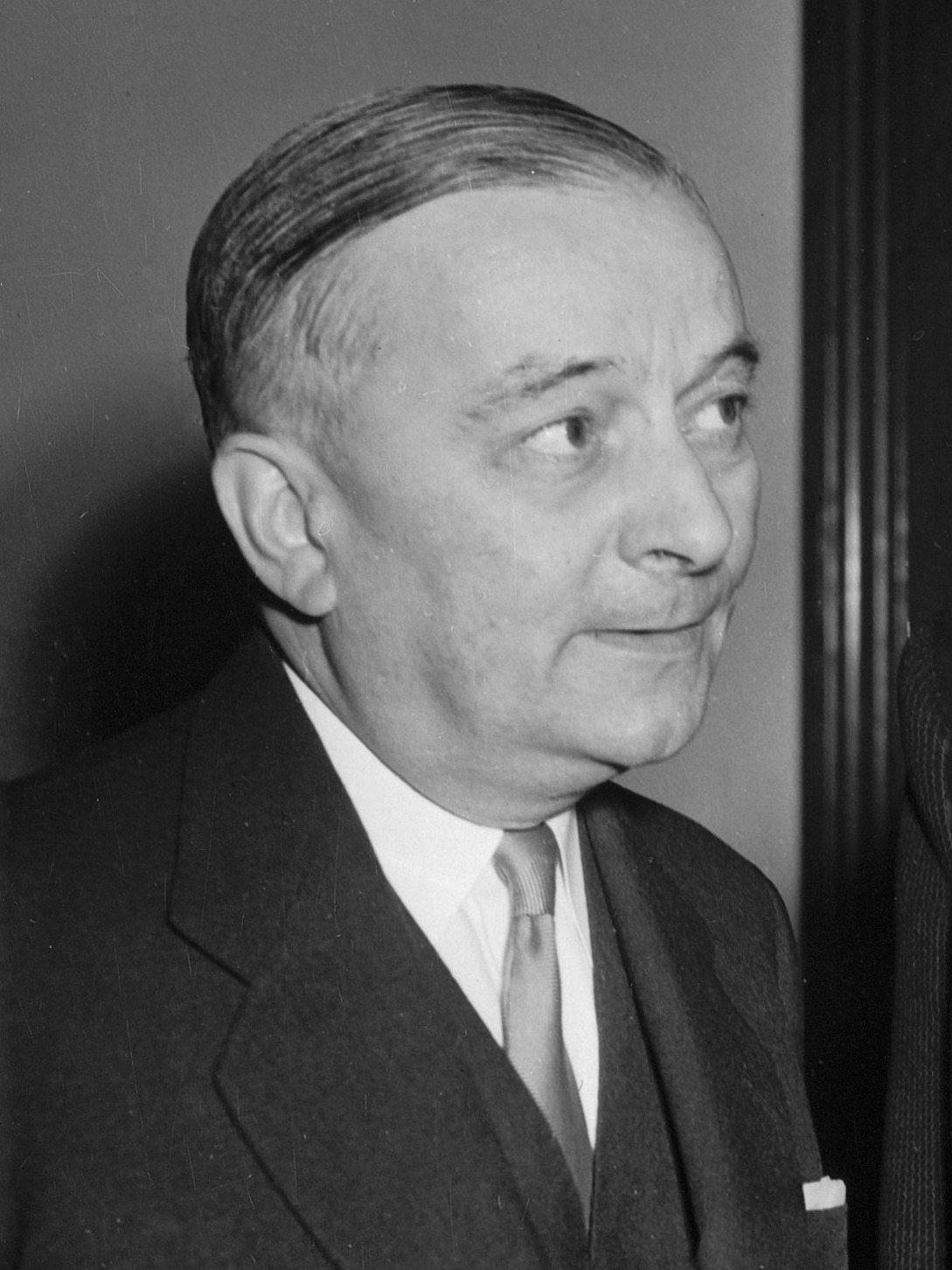
Georges Bidault
27 januari

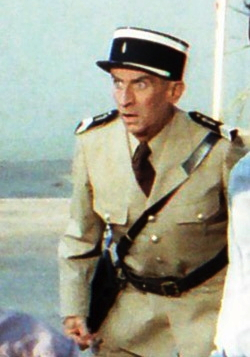
Louis de Funès
27 januari

| 1 | 2 | 3 | 4 | 5 | 6 | 7 | 8 | 9 | 10 | 11 | 12 | 13 | 14 | 15 | 16 | 17 | 18 | 19 | 20 | 21 | 22 | 23 | 24 | 25 | 26 | 27 | 28 | 29 | 30 | 31 |
| - | - | - | - | - | - | - | - | - | -- | -- | -- | -- | -- | -- | -- | -- | -- | -- | -- | -- | -- | -- | -- | -- | -- | -- | -- | -- | -- | -- |

### 1 januari
- David Buttolph (80), Amerikaans filmcomponist
- Arie de Winter (67), Nederlands voetballer

### 2 januari
- Arie Dirk Bestebreurtje (66), Nederlands militair

### 3 januari
- Willem Schoemaker (73), Nederlands geestelijke

### 4 januari
- Jan Boer (83), Nederlands dichter

### 5 januari
- George Dierick (75), Nederlands burgemeester

### 6 januari
- Loek Brandts Buys (74), Nederlandse architect en tekenaar
- Bernard Stevens (66), Brits componist

### 7 januari
- August Cool (79), Belgisch vakbondsleider
- Henri Heyndels (72), Belgisch politicus
- Jacqueline Marguerite van Nie (85), Nederlands kunstschilderes
- Kurt Weckström (71), Fins voetballer

### 8 januari
- Gerard Barkhorn (63), Duits militair

### 9 januari
- Kang Jang Wook (78), Noord-Koreaans politicus en geestelijke
- Petrus Josephus Loontjens (76), Belgisch priester
- Hermen Molendijk (76), Nederlands burgemeester
- Ichiro Nakagawa (57), Japans politicus

### 10 januari
- Nicolaas Petrus Kremer (66), Nederlands burgemeester

### 11 januari
- Nikolaj Podgorny (79), Sovjet-Russisch politicus

### 12 januari
- Han B. Aalberse (65), Nederlands schrijver en uitgever
- Frédérique Petrides (79), Belgisch-Amerikaans dirigente

### 13 januari
- John Ouwerx (79), Belgisch jazzmusicus

### 14 januari
- Max Frei (69), Zwitsers criminoloog
- Margie Morris (90), Brits danseres en actrice
- Udo von Woyrsch (87), Duits politicus

### 15 januari
- Charles Eley (80), Brits roeier
- Theo de Graaf (70), Nederlands politicus
- Meyer Lansky (80), Amerikaans misdadiger

### 18 januari
- Cedric Thorpe Davie (69), Brits componist en musicus

### 19 januari
- Dogi Rugani (84), Nederlands actrice

### 20 januari
- Garrincha (49), Braziliaans voetballer

### 24 januari
- Jeanne Cardijn (83), Belgisch bestuurster
- George Cukor (83), Amerikaans filmregisseur
- Camille Decker (77), Belgisch politicus
- Juan Carlos Zabala (71), Argentijns atleet

### 27 januari
- Georges Bidault (83), Frans politicus
- Louis de Funès (68), Frans acteur en komiek

### 28 januari
- Frank Forde (92), Australisch politicus
- Edward Lawry Norton (84), Amerikaans elektrotechnisch ingenieur
- Kor Van der Goten (51), Belgisch kleinkunstenaar

### 30 januari
- Alan Cunningham (95), Brits militair leider
- Mack Reynolds (65), Amerikaans schrijver

## Februari

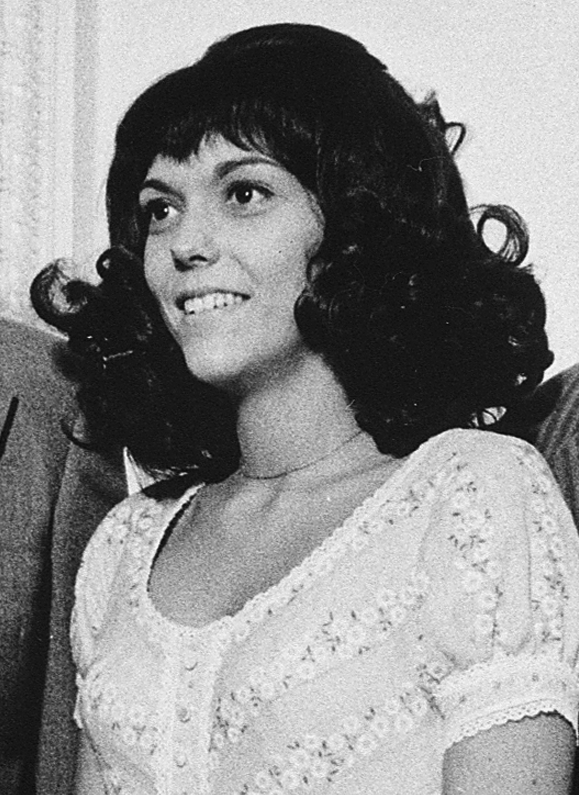
Karen Carpenter
4 februari

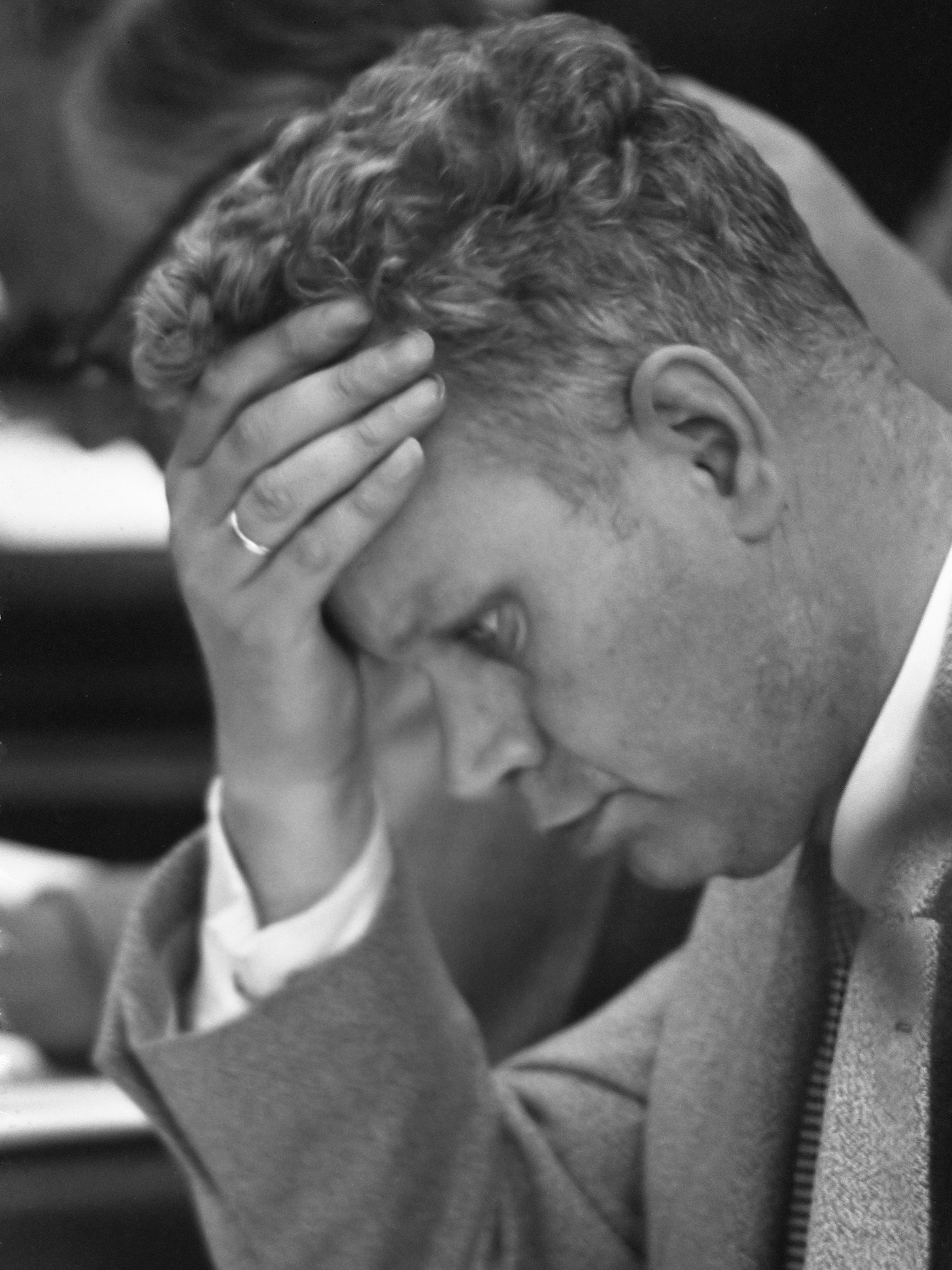
Derk Roemers
5 februari

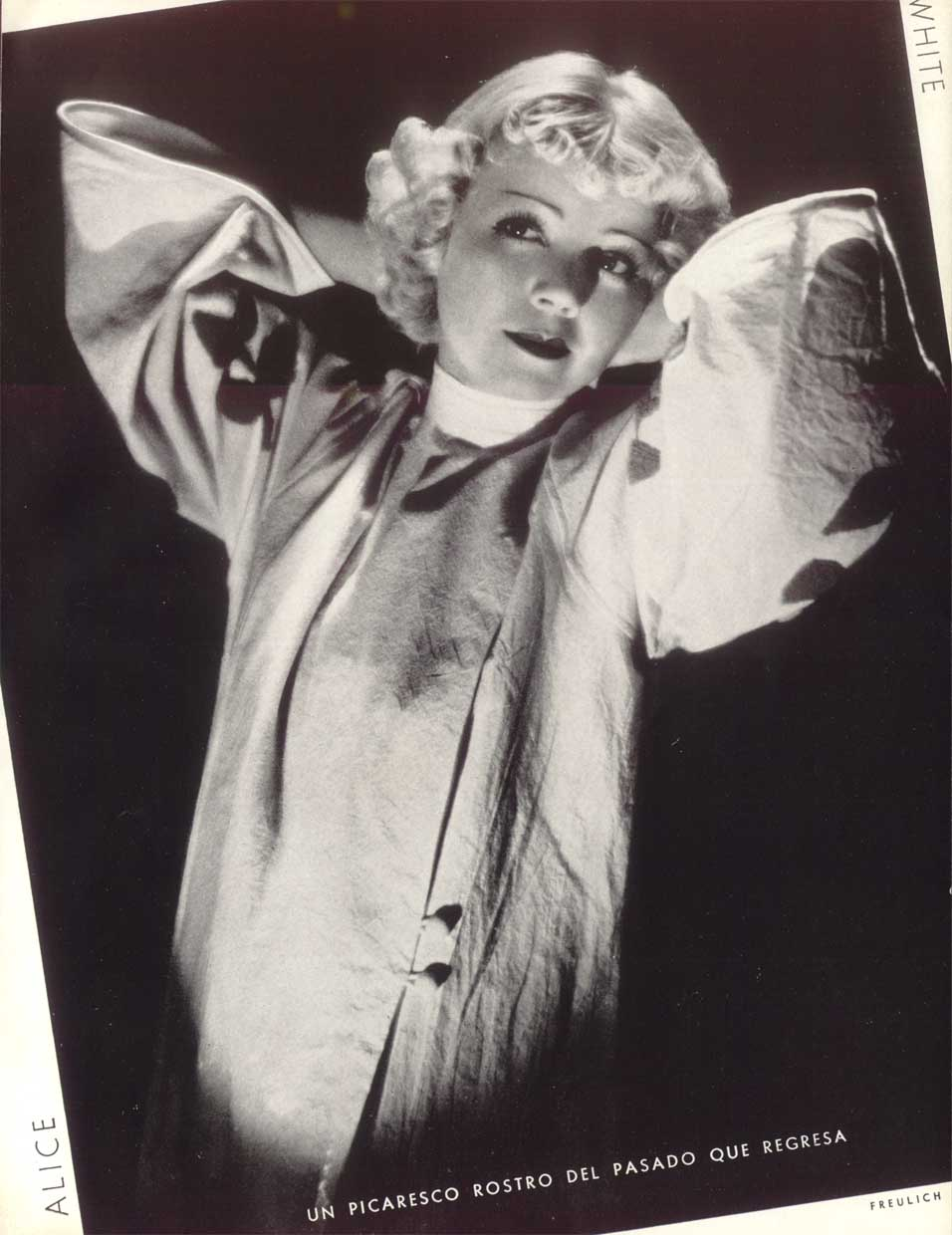
Alice White
19 februari

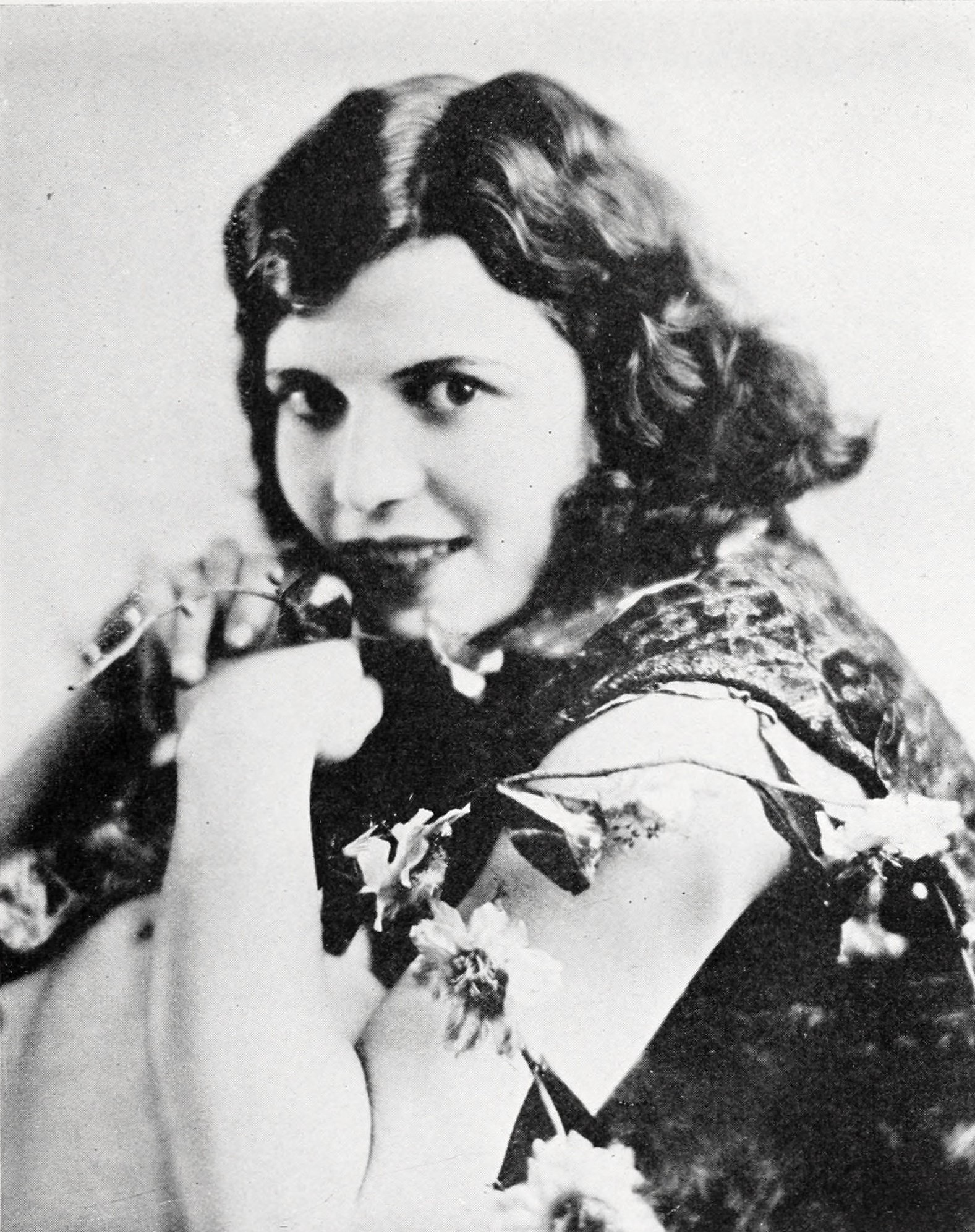
Marie Mosquini
21 februari

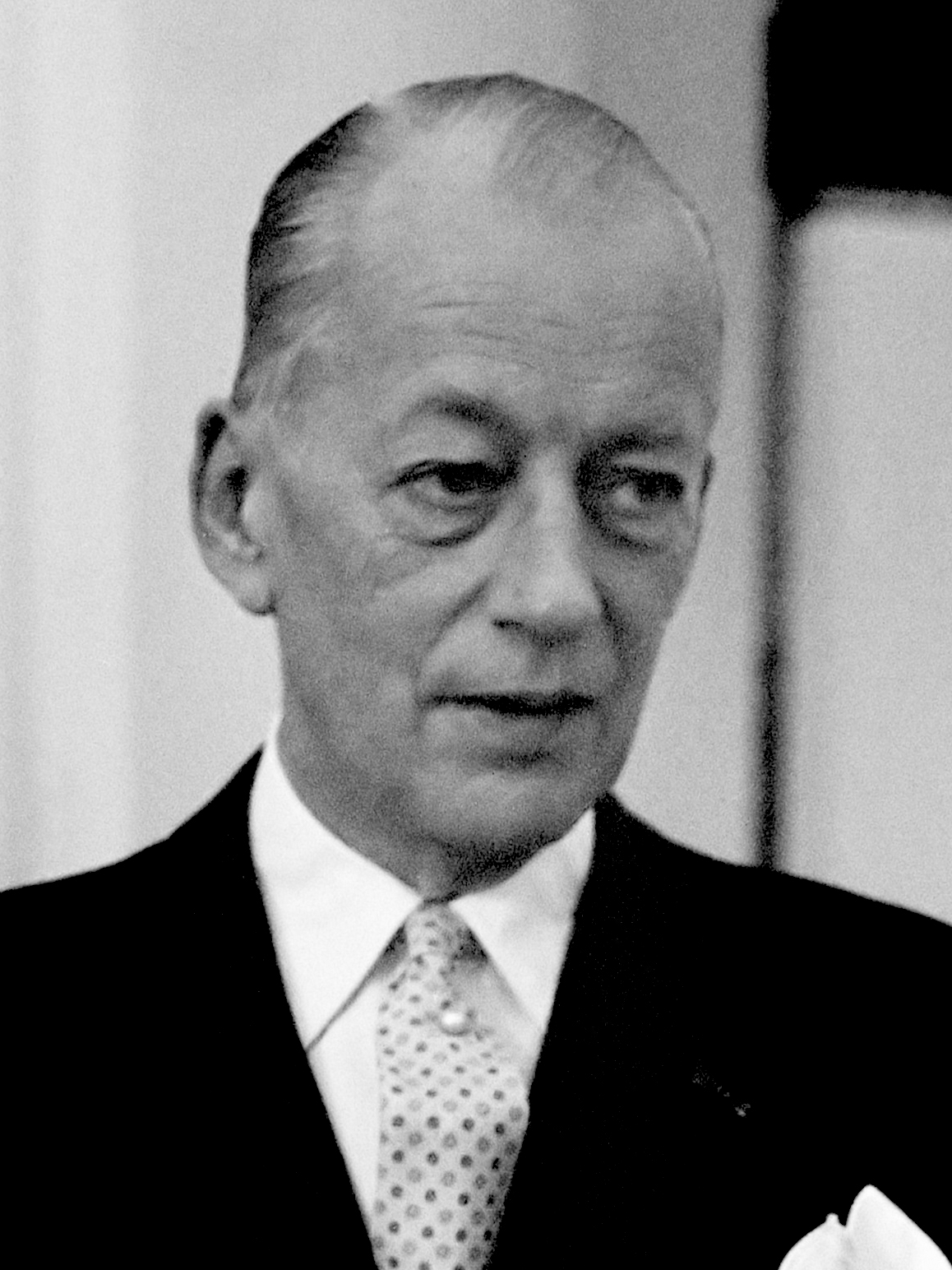
C.J.A. de Ranitz
24 februari

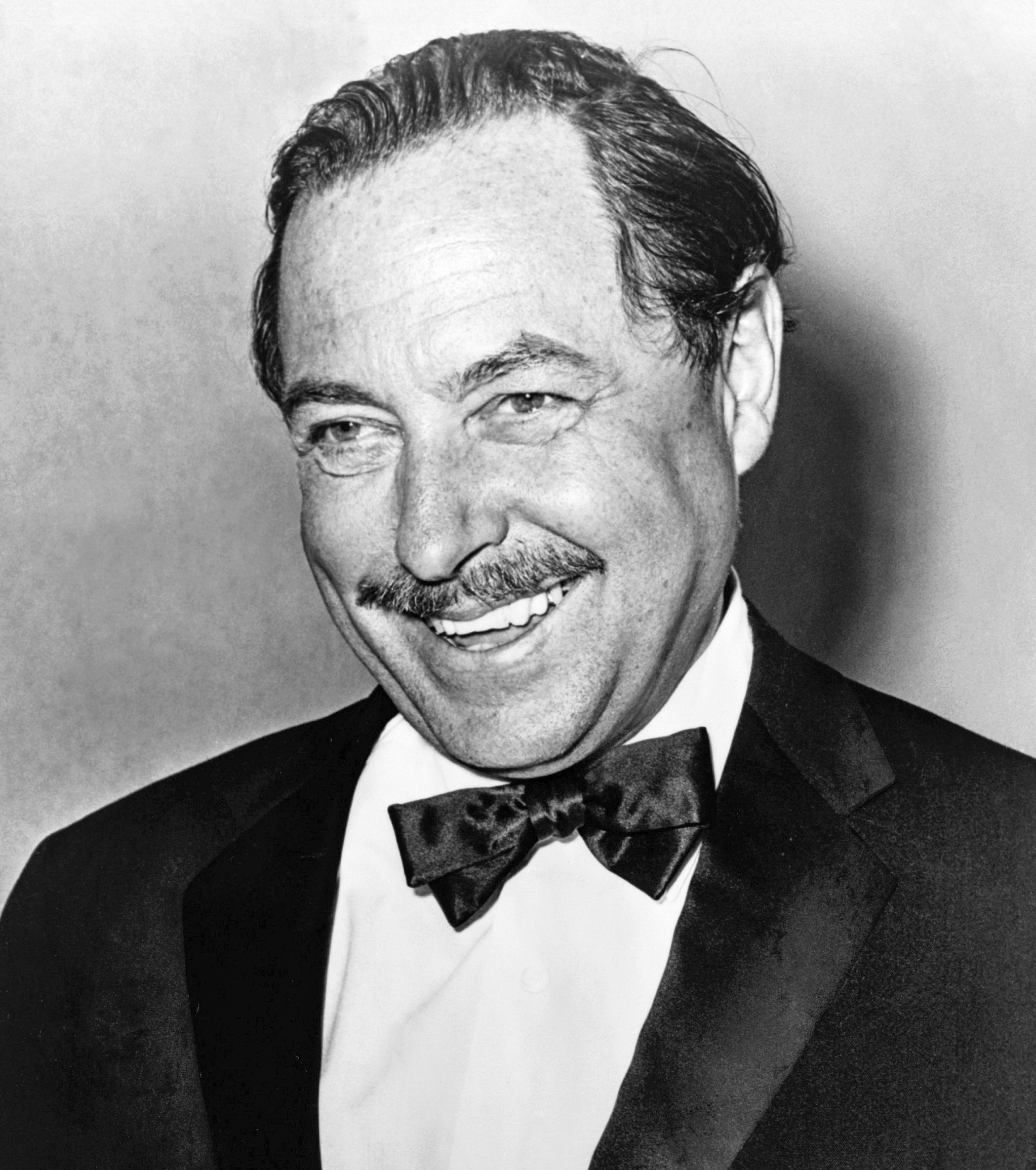
Tennessee Williams
25 februari

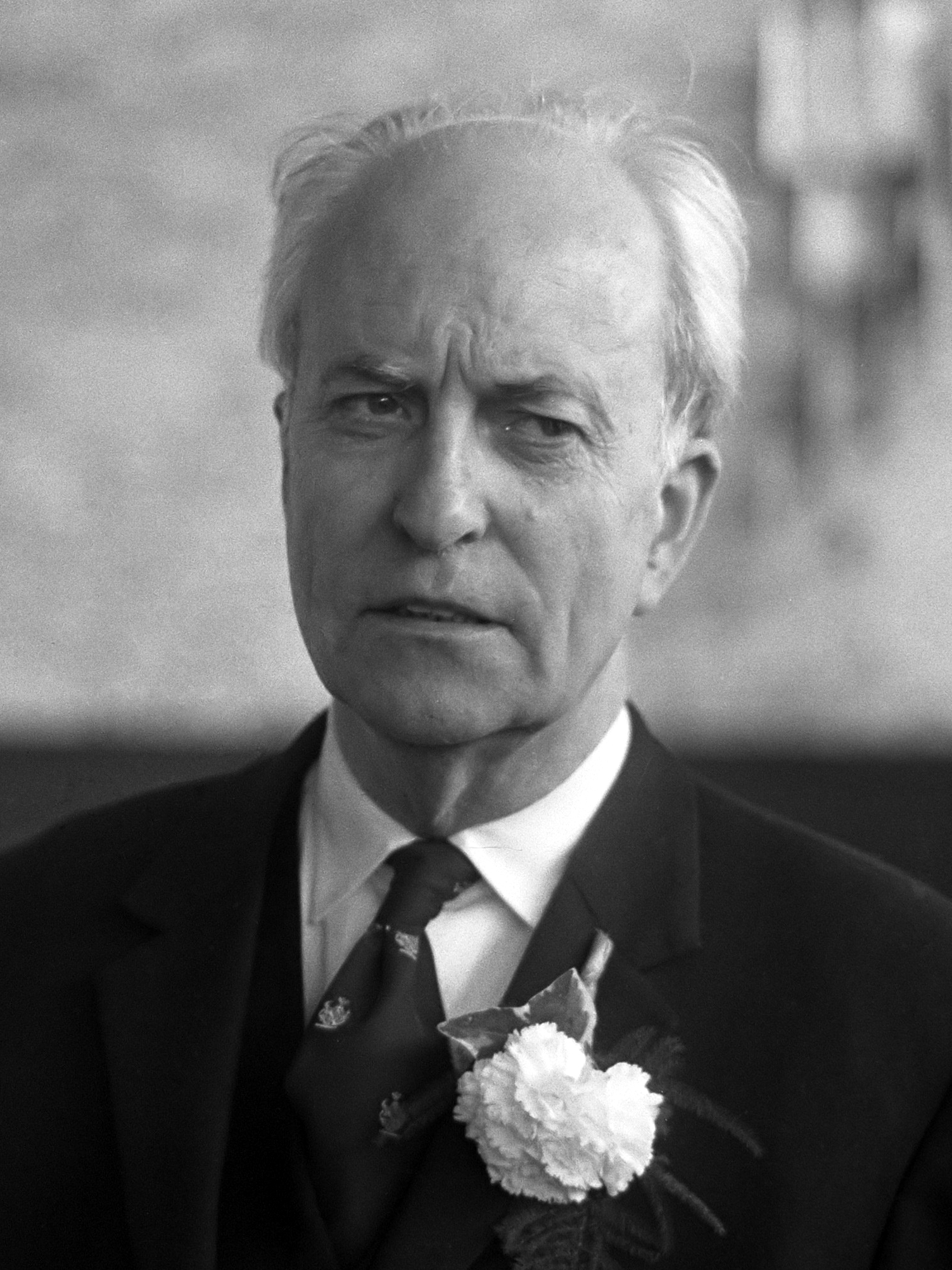
Willem Glashouwer sr.
27 februari

| 1 | 2 | 3 | 4 | 5 | 6 | 7 | 8 | 9 | 10 | 11 | 12 | 13 | 14 | 15 | 16 | 17 | 18 | 19 | 20 | 21 | 22 | 23 | 24 | 25 | 26 | 27 | 28 |
| - | - | - | - | - | - | - | - | - | -- | -- | -- | -- | -- | -- | -- | -- | -- | -- | -- | -- | -- | -- | -- | -- | -- | -- | -- |

### 1 februari
- Robert Leclercq (55), Belgisch politicus
- Lou Loeber (88), Nederlands kunstschilder
- Leon Porta (88), Belgisch politicus

### 2 februari
- Moses Allen (75), Amerikaans jazzmusicus
- Roy Horb (30), Surinaams militair
- Corentin Louis Kervran (81), Frans wetenschapper

### 3 februari
- Antonio Samorè (77), Italiaans kardinaal
- Cornelis Johannes Valk (80), Nederlands militair

### 4 februari
- Karen Carpenter (32), Amerikaans zangeres
- Rudolf Siebold (58), Duits componist en dirigent

### 5 februari
- Derk Roemers (67), Nederlands politicus en vakbondsbestuurder
- Paul-Willem Segers (82), Belgisch politicus

### 6 februari
- Hubert Beulers (88), Belgisch politicus
- Pietro Pernice (78), Italiaans componist

### 7 februari
- Alfonso Calzolari (95), Italiaans wielrenner

### 9 februari
- Tjallie James (76), Nederlands roeier

### 10 februari
- Kees de Ruyter (57), Nederlands biljarter

### 11 februari
- Magda Cafmeyer (83), Belgisch historica

### 12 februari
- Jan Klaassens (51), Nederlands voetballer

### 14 februari
- Lina Radke (82), Duits atlete

### 15 februari
- Waldeck Rochet (77), Frans communistisch politicus

### 16 februari
- Kazimiera Iłłakowiczówna (90), Pools filosofe en dichteres

### 18 februari
- Piet van der Horst sr. (79), Nederlands wielrenner
- Hilaire Willot (70), Belgisch politicus

### 19 februari
- Francisco Santos (90), Filipijns wetenschapper
- Jenny Van Santvoort (83), Belgisch actrice
- Alice White (78), Amerikaans actrice

### 20 februari
- Dick Loef (58), Nederlands beeldhouwer en keramist

### 21 februari
- Marie Mosquini (83), Amerikaans actrice

### 22 februari
- Romain Maes (70), Belgisch wielrenner

### 23 februari
- Herbert Howells (90), Brits organist en componist

### 24 februari
- Constant Johan Adriaan de Ranitz (77), Nederlands burgemeester

### 25 februari
- Albert Hermelink (84), Nederlands bisschop
- Aarón Sáenz (91), Mexicaans politicus
- Tennessee Williams (71), Amerikaans schrijver

### 27 februari
- Willem Glashouwer sr. (69), Nederlands omroepbestuurder

### 28 februari
- Winifred Atwell (69), Brits pianiste
- Sepp Tanzer (76), Oostenrijks componist en dirigent

## Maart

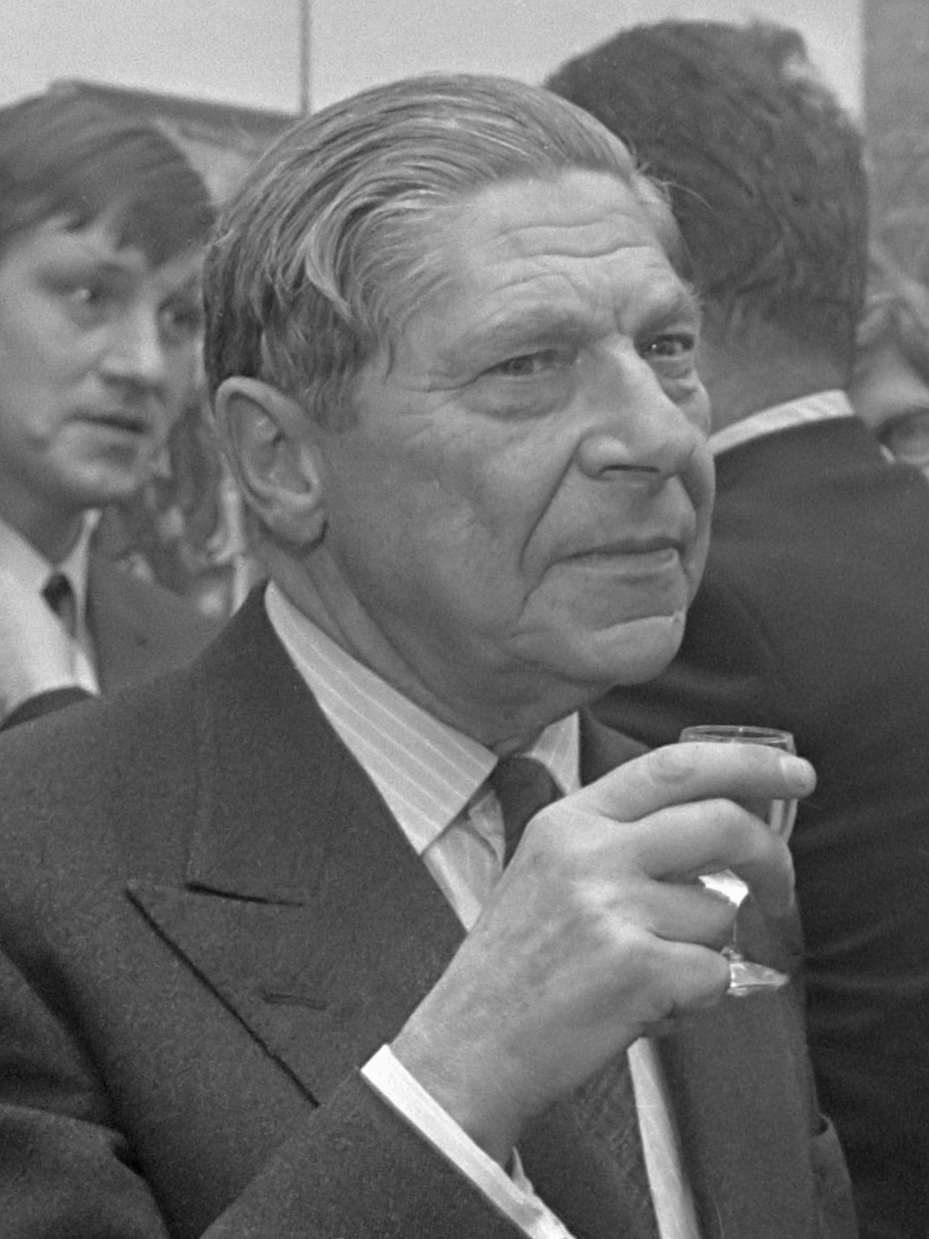
Arthur Koestler
1 maart

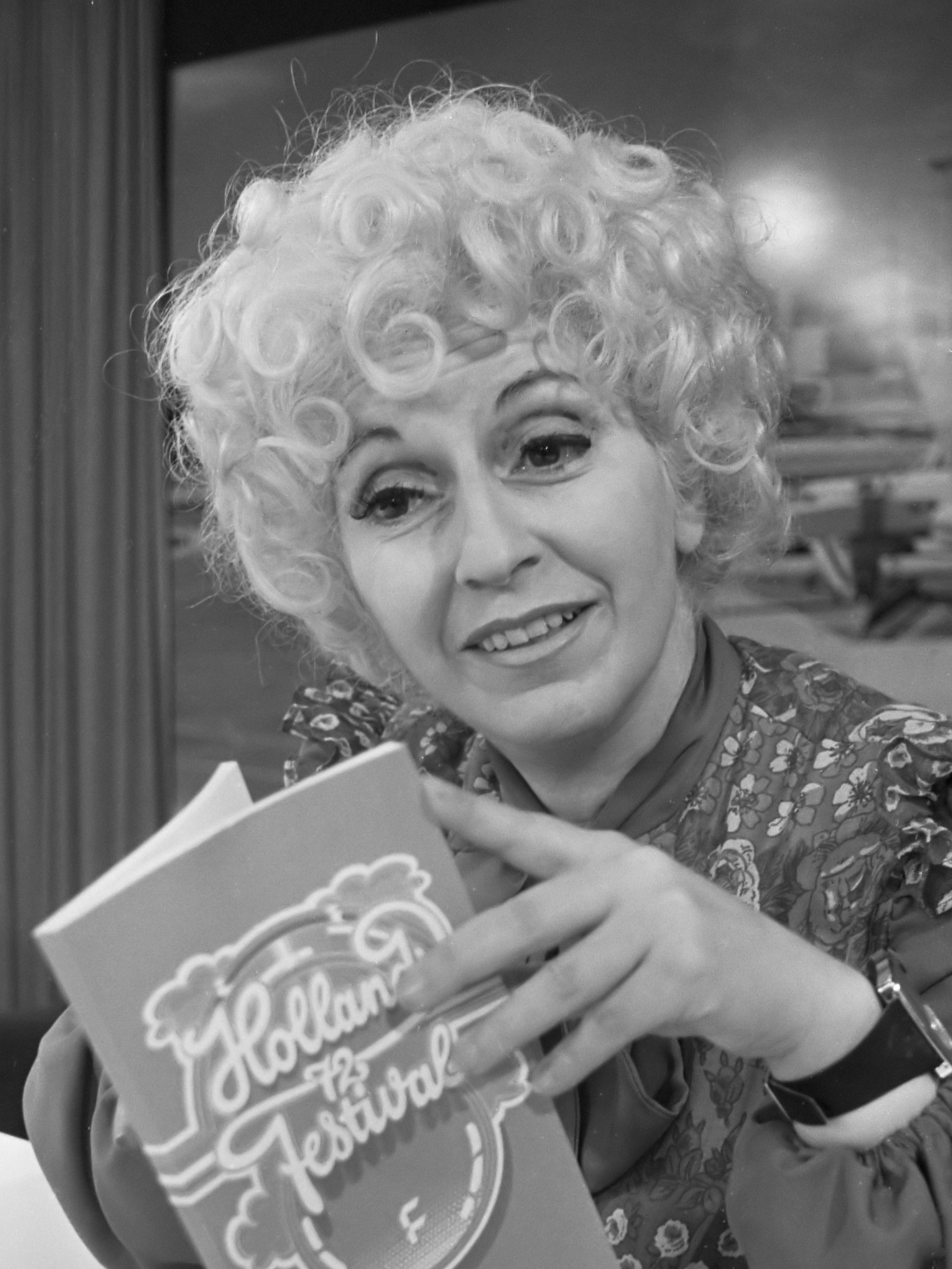
Cathy Berberian
6 maart

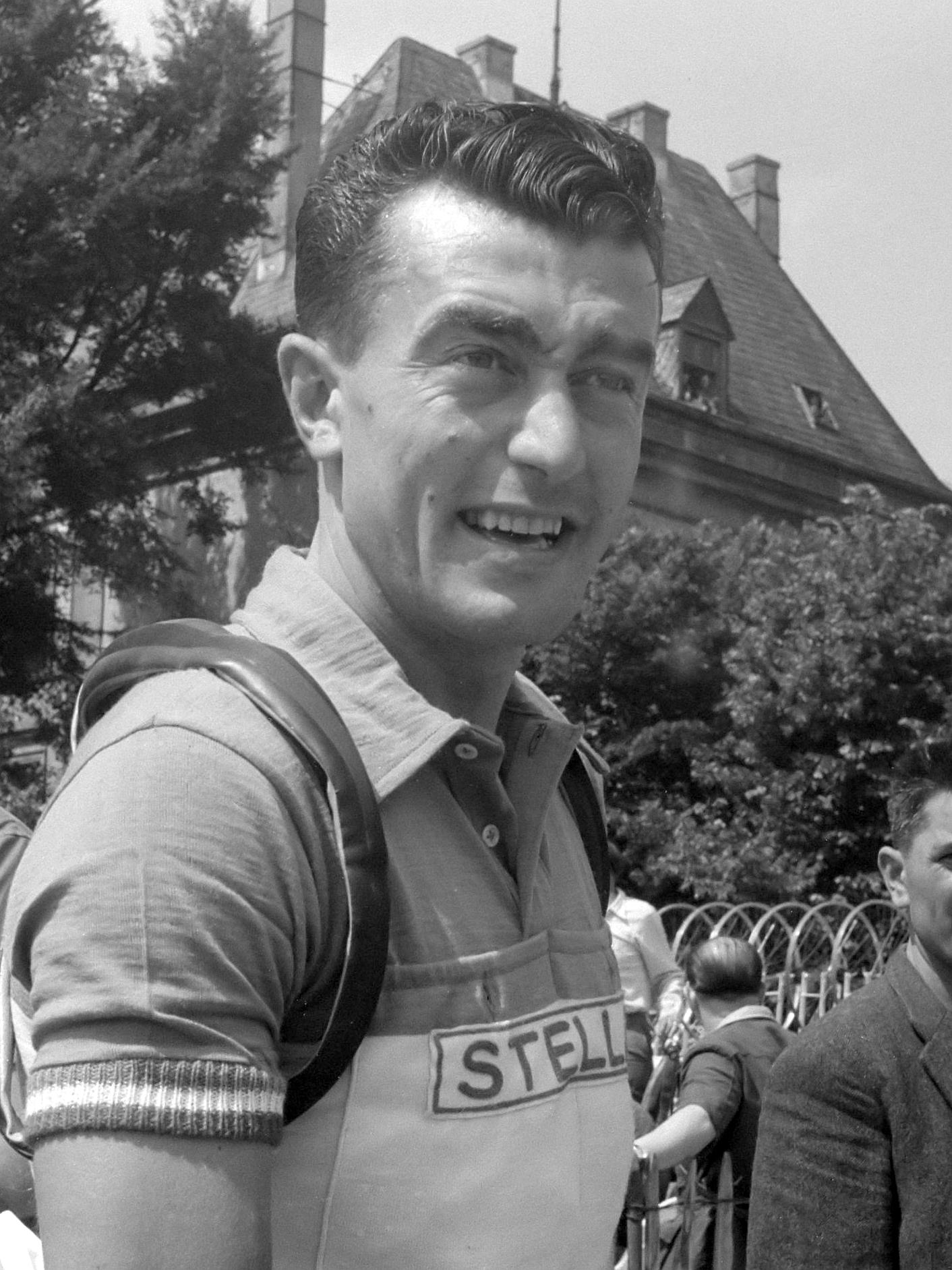
Louison Bobet
13 maart

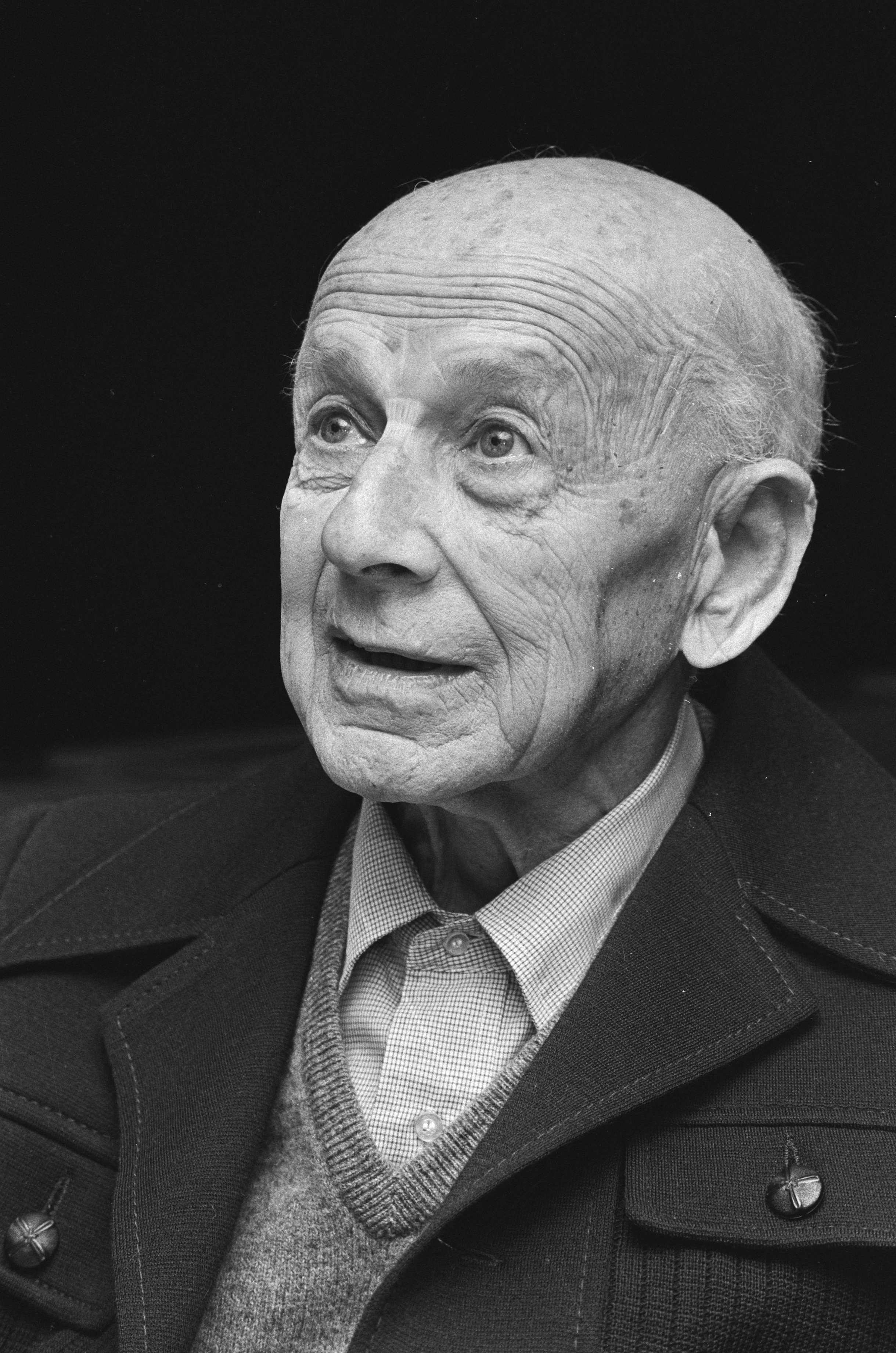
Paul Citroen
13 maart

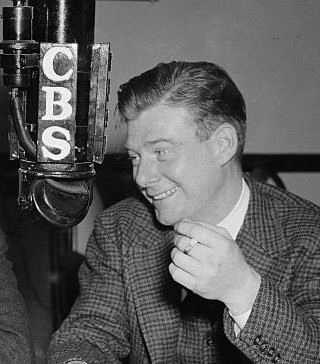
Arthur Godfrey
16 maart

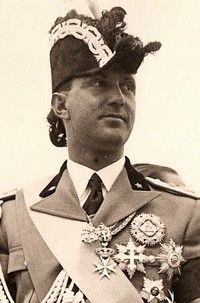
Umberto II
18 maart

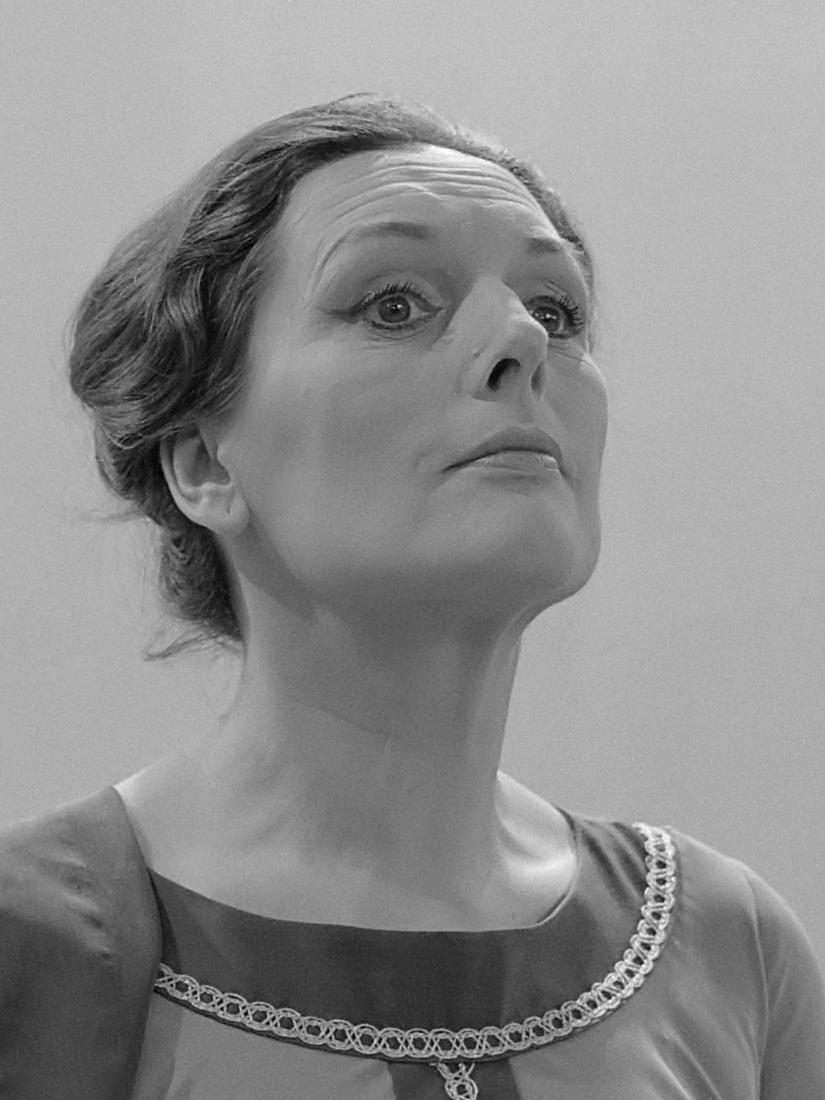
Ank van der Moer
28 maart

| 1 | 2 | 3 | 4 | 5 | 6 | 7 | 8 | 9 | 10 | 11 | 12 | 13 | 14 | 15 | 16 | 17 | 18 | 19 | 20 | 21 | 22 | 23 | 24 | 25 | 26 | 27 | 28 | 29 | 30 | 31 |
| - | - | - | - | - | - | - | - | - | -- | -- | -- | -- | -- | -- | -- | -- | -- | -- | -- | -- | -- | -- | -- | -- | -- | -- | -- | -- | -- | -- |

### 1 maart
- Arthur Koestler (77), Hongaars-Brits schrijver

### 3 maart
- Hergé (75), Belgisch striptekenaar
- Kees Schelfhout (65), Nederlands politicus

### 5 maart
- Léon Biessen (85), Nederlands componist en dirigent

### 6 maart
- Cathy Berberian (57), Amerikaans sopraanzangeres

### 7 maart
- Lutz Eigendorf (26), Oost-Duits voetballer
- Odd Lundberg (65), Noors schaatser
- Igor Markevitsj (70), Oekraïens componist en dirigent
- Claude Vivier (34), Canadees componist

### 8 maart
- William Walton (80), Brits componist

### 9 maart
- Faye Emerson (65), Amerikaans actrice
- Ulf Svante von Euler (78), Zweeds fysioloog en farmacoloog

### 10 maart
- Willem Denys (71), Belgisch schrijver en volkskundige
- Willem Frederik van der Steen (77), Nederlands atleet

### 11 maart
- Stephan von Breuning (88), Oostenrijks entomoloog

### 12 maart
- Rinke Tolman (91), Nederlands bioloog, journalist en schrijver

### 13 maart
- Louison Bobet (58), Frans wielrenner
- Paul Citroen (86), Nederlands schilder

### 14 maart
- Florian Mueller (73), Amerikaans componist
- Maurice Ronet (55), Frans acteur en regisseur

### 15 maart
- Johannes Blank (78), Duits waterpolospeler
- Rebecca West (90), Brits schrijfster en journaliste

### 16 maart
- Arthur Godfrey (79), Amerikaans zanger, acteur, radio- en tv-presentator
- Ernie Royal (61), Amerikaans trompettist

### 17 maart
- Gigi Gryce (57), Amerikaans jazzmusicus
- Haldan Keffer Hartline (79), Amerikaans fysioloog

### 18 maart
- Pierre Vandamme (87), Belgisch burgemeester
- Umberto II (78), koning van Italië

### 19 maart
- Camille Polfer (58), Luxemburgs politicus

### 23 maart
- Wallace Jones (75), Amerikaans trompettist

### 25 maart
- Liu Changchun (73), Chinees atleet

### 26 maart
- Paul Fässler (81), Zwitsers voetballer

### 27 maart
- John Addey (62), Brits astroloog
- James Hayter (75), Brits acteur

### 28 maart
- Martinus Jansen (77), Nederlands bisschop
- Ank van der Moer (71), Nederlands actrice

### 29 maart
- Harry Rodermond (86), Nederlands voetballer

### 30 maart
- Lisette Model (81), Oostenrijks-Amerikaans fotografe

### 31 maart
- Alphonse Bonenfant (74), Belgisch politicus
- Karandasj (81), Russisch clown
- Suzy Solidor (82), Frans zangeres en actrice

## April

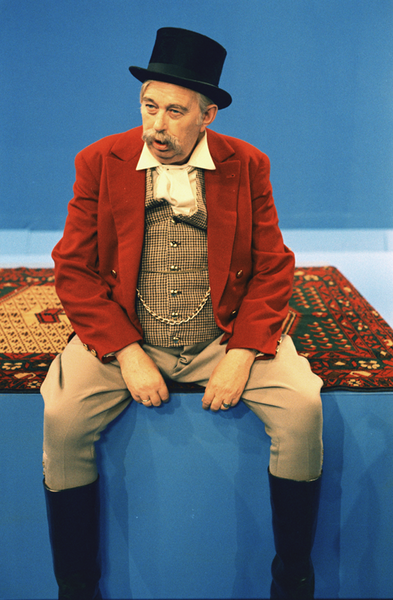
Willy Ruys
1 april

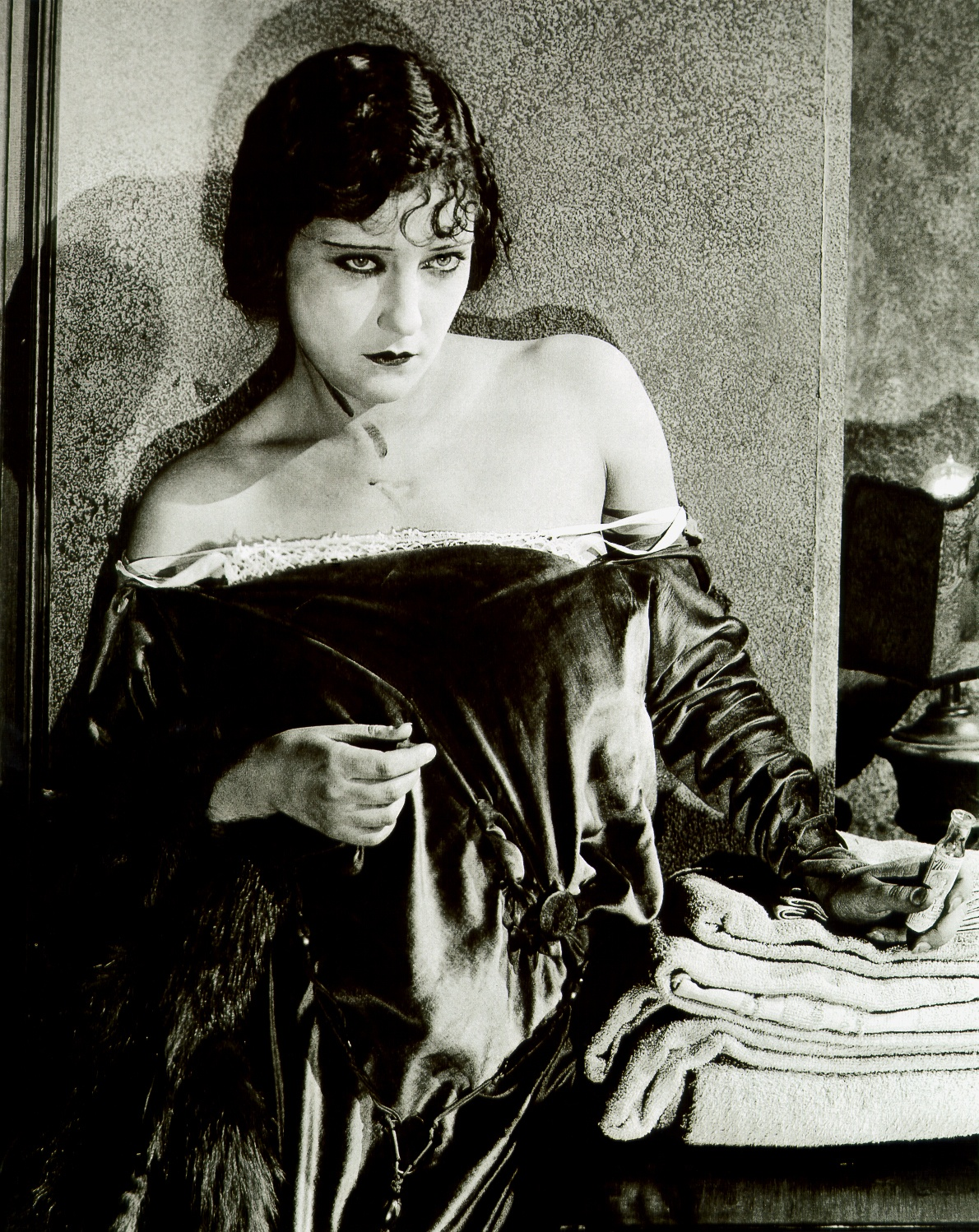
Gloria Swanson
4 april

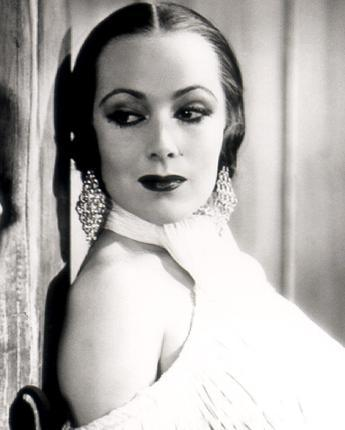
Dolores del Río
11 april

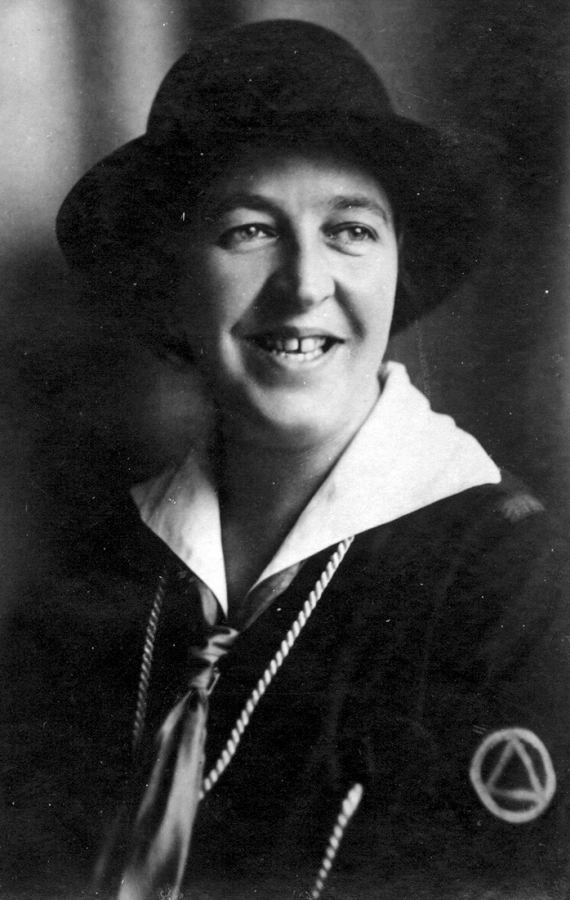
Corrie ten Boom
15 april

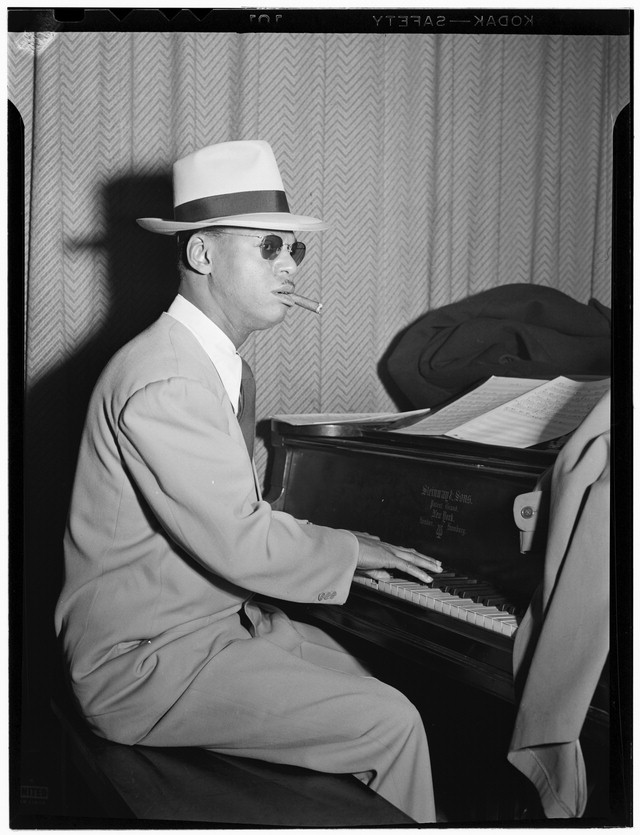
Earl Hines
22 april

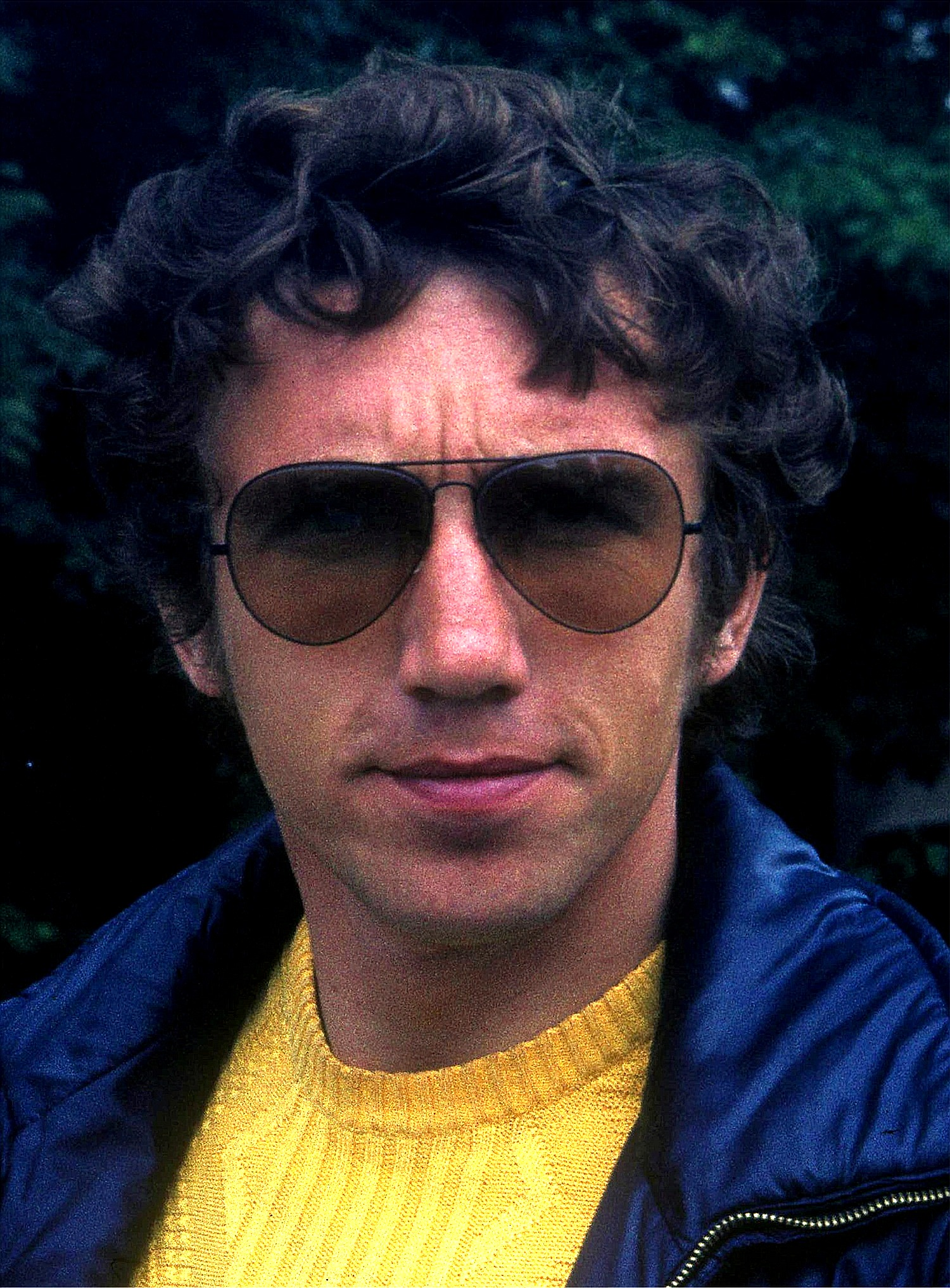
Rolf Stommelen
24 april

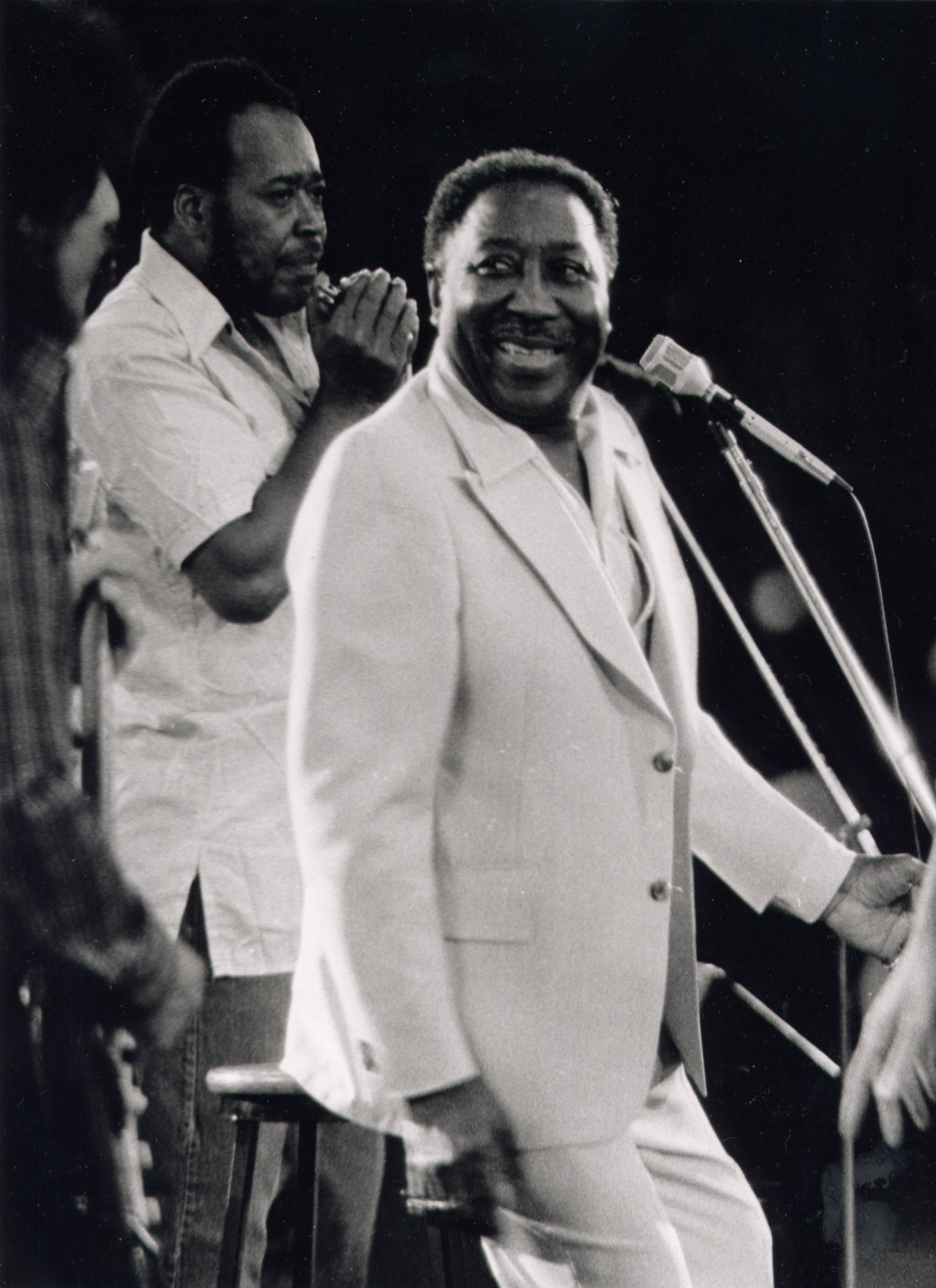
Muddy Waters
30 april

| 1 | 2 | 3 | 4 | 5 | 6 | 7 | 8 | 9 | 10 | 11 | 12 | 13 | 14 | 15 | 16 | 17 | 18 | 19 | 20 | 21 | 22 | 23 | 24 | 25 | 26 | 27 | 28 | 29 | 30 |
| - | - | - | - | - | - | - | - | - | -- | -- | -- | -- | -- | -- | -- | -- | -- | -- | -- | -- | -- | -- | -- | -- | -- | -- | -- | -- | -- |

### 1 april
- Bo Ekelund (88), Zweeds atleet
- Willy Ruys (73), Nederlands acteur
- Servais Thomas (72), Belgisch politicus

### 4 april
- Jan de Bruine (79), Nederlands ruiter
- Jacqueline Logan (81), Amerikaans actrice
- Gloria Swanson (84), Amerikaans actrice

### 5 april
- Cephas Stauthamer (83), Nederlands beeldhouwer

### 6 april
- Frederik Reinhard Crommelin (73), Nederlands burgemeester
- L.W.H. van Dijk (98), Nederlands ingenieur
- Lutz Heck (90), Duits zoöloog

### 7 april
- Ernie Cagnolatti (72), Amerikaans jazzmusicus

### 10 april
- Sijtje Boes (87), Nederlands souvenirverkoopster op Marken

### 11 april
- Dolores del Río (77), Mexicaans-Amerikaans actrice
- Ahmed Rushdi (48), Pakistaans zanger

### 12 april
- Desmond Bagley (59), Brits journalist en schrijver
- Jørgen Juve (76), Noors voetballer

### 13 april
- Mercè Rodoreda (74), Catalaans schrijfster
- Annie van der Vegt (79), Nederlands gymnaste
- Sim Visser (75), Nederlands politicus

### 14 april
- Willem Frederik Bon (42), Nederlands componist
- Sjoerd Hofstra (85), Nederlands socioloog en antropoloog
- Elisabeth Lutyens (76), Brits componiste

### 15 april
- Corrie ten Boom (91), Nederlands verzetsstrijdster en schrijfster

### 17 april
- Felix Pappalardi (43), Amerikaans musicus

### 19 april
- Jerzy Andrzejewski (73), Pools schrijver
- Federico de Castro y Bravo (79), Spaans rechtsgeleerde

### 20 april
- Sarah Makem (82), Iers zangeres
- Pedro Quartucci (77), Argentijns bokser

### 21 april
- Arthur Nazé (76), Belgisch politicus
- Rutger Schoute (74), Nederlands muziekcriticus

### 22 april
- Earl Hines (79), Amerikaans jazzpianist
- Gösta Holmér (91), Zweeds atleet
- Lin Qiao Zhi (81), Chinese gynaecoloog

### 23 april
- Jerry Bey (59), Nederlands zanger
- Buster Crabbe (75), Amerikaans zwemmer en acteur

### 24 april
- Bert Duijker (70), Nederlands psycholoog
- Rolf Stommelen (39), Duits autocoureur

### 27 april
- José Iraragorri (71), Spaans voetballer

### 28 april
- Marius Jacobs (53), Nederlands botanicus
- Jimmy Mundy (75), Amerikaans jazzsaxofonist
- F.J.A.T.M. Vos de Wael (74), Nederlands burgemeester

### 30 april
- George Balanchine (79), Georgisch/Russisch/Amerikaans choreograaf
- Muddy Waters (70), Amerikaans blueszanger

## Mei

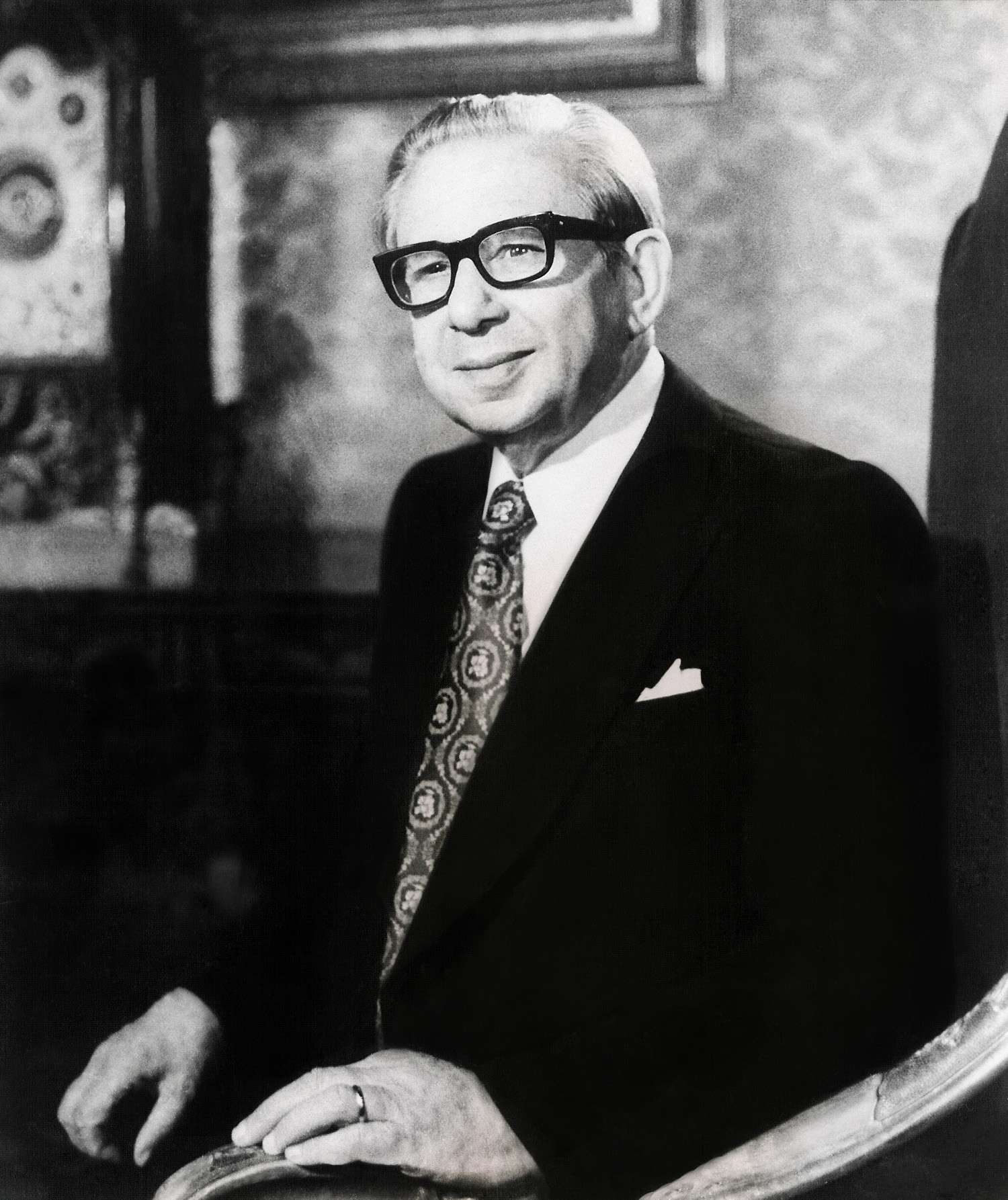
Anton Buttiġieġ
5 mei

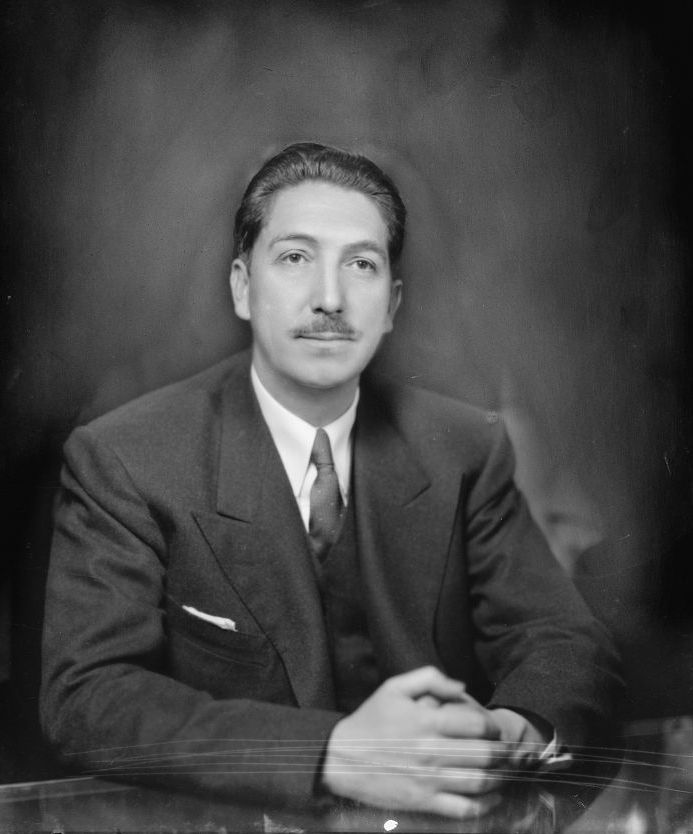
Miguel Alemán Valdés
14 mei

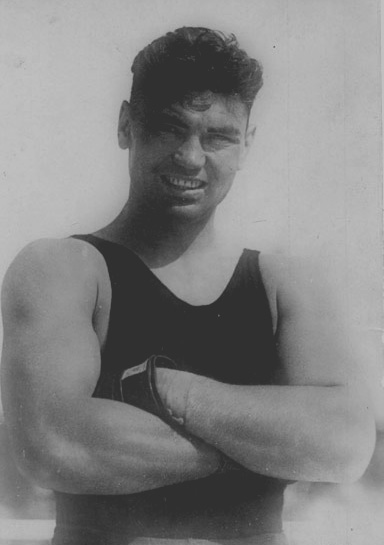
Jack Dempsey
31 mei

| 1 | 2 | 3 | 4 | 5 | 6 | 7 | 8 | 9 | 10 | 11 | 12 | 13 | 14 | 15 | 16 | 17 | 18 | 19 | 20 | 21 | 22 | 23 | 24 | 25 | 26 | 27 | 28 | 29 | 30 | 31 |
| - | - | - | - | - | - | - | - | - | -- | -- | -- | -- | -- | -- | -- | -- | -- | -- | -- | -- | -- | -- | -- | -- | -- | -- | -- | -- | -- | -- |

### 2 mei
- Marius Duintjer (74), Nederlands architect

### 5 mei
- Anton Buttiġieġ (71), Maltees dichter en politicus
- Rob Delsing (69), Nederlands schrijver en dichter
- Étienne Lamotte (79), Belgisch Indiakundige en boeddholoog
- John Williams (80), Brits acteur

### 6 mei
- Joseph Keunen (84), Belgisch schrijver
- Bep Voskuijl (63), Nederlands verzetsstrijdster

### 7 mei
- Pieter Heertjes (75), Nederlands politicus en verzetsstrijder

### 8 mei
- John Fante (74), Amerikaans schrijver

### 10 mei
- Jan P. Strijbos (92), Nederlands natuurbeschermer

### 12 mei
- Olle Ohlson (61), Zweeds waterpolospeler

### 14 mei
- Fjodor Abramov (63), Russisch schrijver
- Miguel Alemán Valdés (80), Mexicaans politicus

### 16 mei
- Vina Bovy (82), Belgisch sopraanzangeres

### 18 mei
- Frank Aiken (85), Iers politicus
- Ton Hulst (43), Nederlands journalist en presentator

### 19 mei
- Jean Rey (80), Belgisch politicus

### 22 mei
- Albert Claude (83), Belgisch biochemicus

### 23 mei
- George Bruns (68), Amerikaans componist
- Annie Oosterbroek-Dutschun (64), Nederlands schrijfster

### 24 mei
- Firmin De Smidt (78), Belgisch architect

### 25 mei
- Idris I (93), koning van Libië
- Paul Quinichette (67), Amerikaans jazzmusicus

### 27 mei
- Johann Houschka (68), Oostenrijks handbalspeler

### 31 mei
- Jack Dempsey (87), Amerikaans bokser
- Sergej Rogosjin (26), ruiter uit de Sovjet-Unie

## Juni

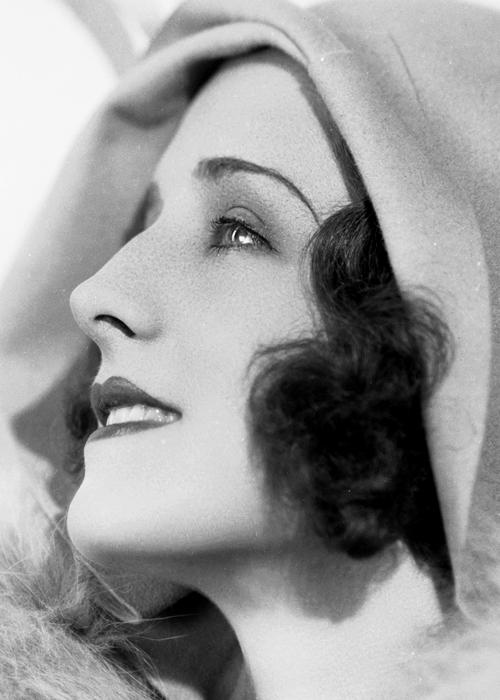
Norma Shearer
12 juni

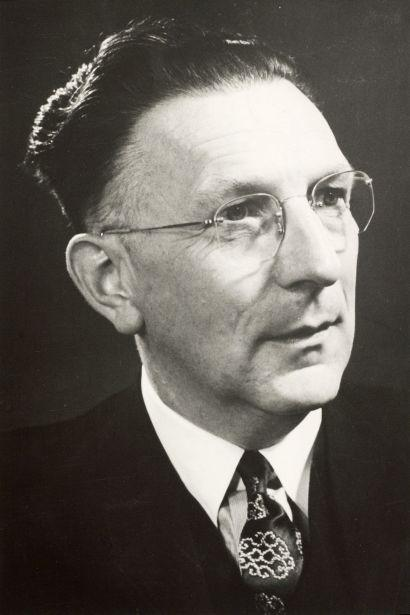
Hendrik Hermanus Wemmers
13 juni

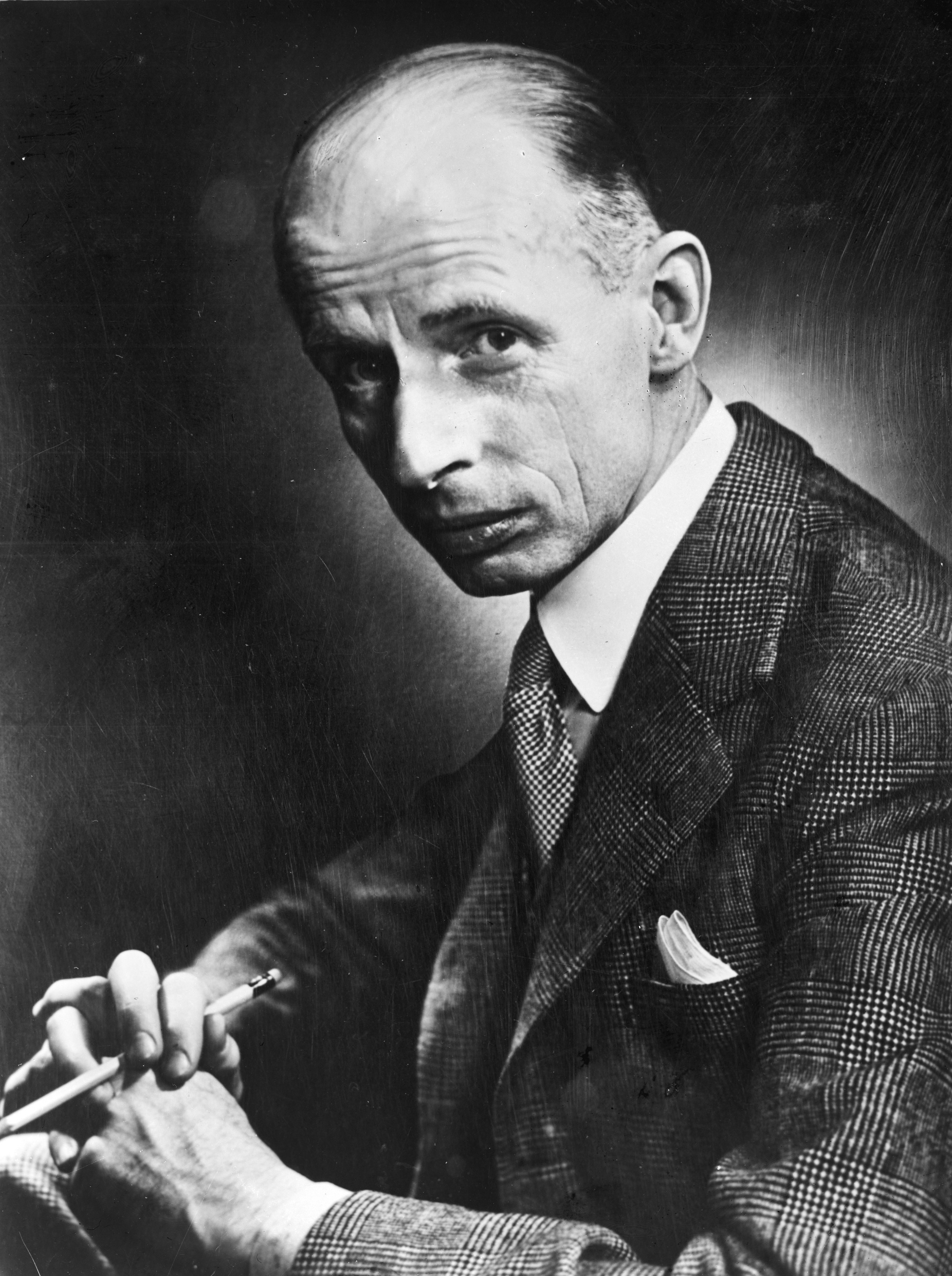
Eelco van Kleffens
17 juni

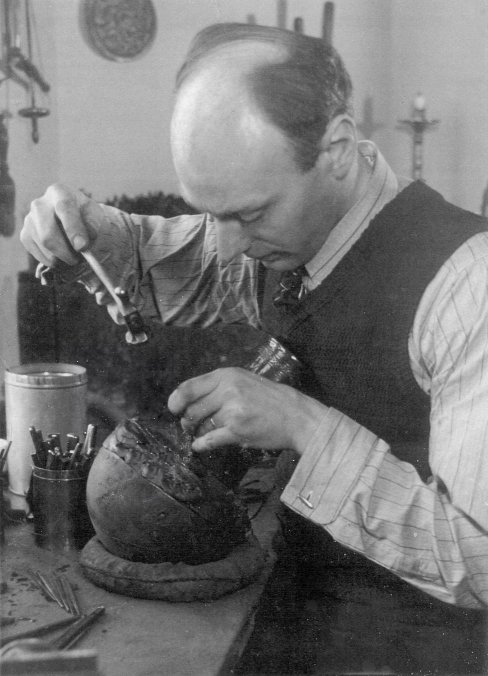
Marinus Zwollo
19 juni

| 1 | 2 | 3 | 4 | 5 | 6 | 7 | 8 | 9 | 10 | 11 | 12 | 13 | 14 | 15 | 16 | 17 | 18 | 19 | 20 | 21 | 22 | 23 | 24 | 25 | 26 | 27 | 28 | 29 | 30 |
| - | - | - | - | - | - | - | - | - | -- | -- | -- | -- | -- | -- | -- | -- | -- | -- | -- | -- | -- | -- | -- | -- | -- | -- | -- | -- | -- |

### 1 juni
- Karel van België (79), regent van België
- Anna Seghers (82), Duits schrijfster

### 2 juni
- Julio Rosales (63), Filipijns kardinaal

### 4 juni
- Jacobus Overduin (80), Nederlands predikant

### 8 juni
- Miško Kranjec (74), Sloveens schrijver

### 11 juni
- Maria Verlackt-Gevaert (67), Belgisch politica

### 12 juni
- Norma Shearer (80), Amerikaans actrice

### 13 juni
- Hendrik Hermanus Wemmers (85), Nederlands politicus

### 16 juni
- Barend de Graaff (84), Nederlands schrijver
- Jean Majerus (69), Luxemburgs wielrenner

### 17 juni
- Eelco van Kleffens (88), Nederlands politicus
- Peter Mennin (60), Amerikaans componist

### 19 juni
- Marinus Zwollo (80), Nederlands edelsmid

### 21 juni
- Janus van Domburg (88), Nederlands filmcriticus en journalist
- Coenraad van Haeringen (91), Nederlands taalkundige
- Anton van de Velde (87), Belgisch schrijver en regisseur

### 23 juni
- Osvaldo Dorticós Torrado (64), president van Cuba

### 25 juni
- Alberto Ginastera (67), Argentijns componist

### 26 juni
- Jo Kruger (68), Nederlands architect
- Sture Pettersson (40), Zweeds wielrenner

### 27 juni
- Juan Garchitorena (85), Argentijns voetballer en filmacteur

### 29 juni
- Georges Delputte (85), Belgisch politicus
- Bathildis van Schaumburg-Lippe (79), lid Duitse adel

### 30 juni
- Huub de Leeuw (73), Nederlands voetballer

## Juli

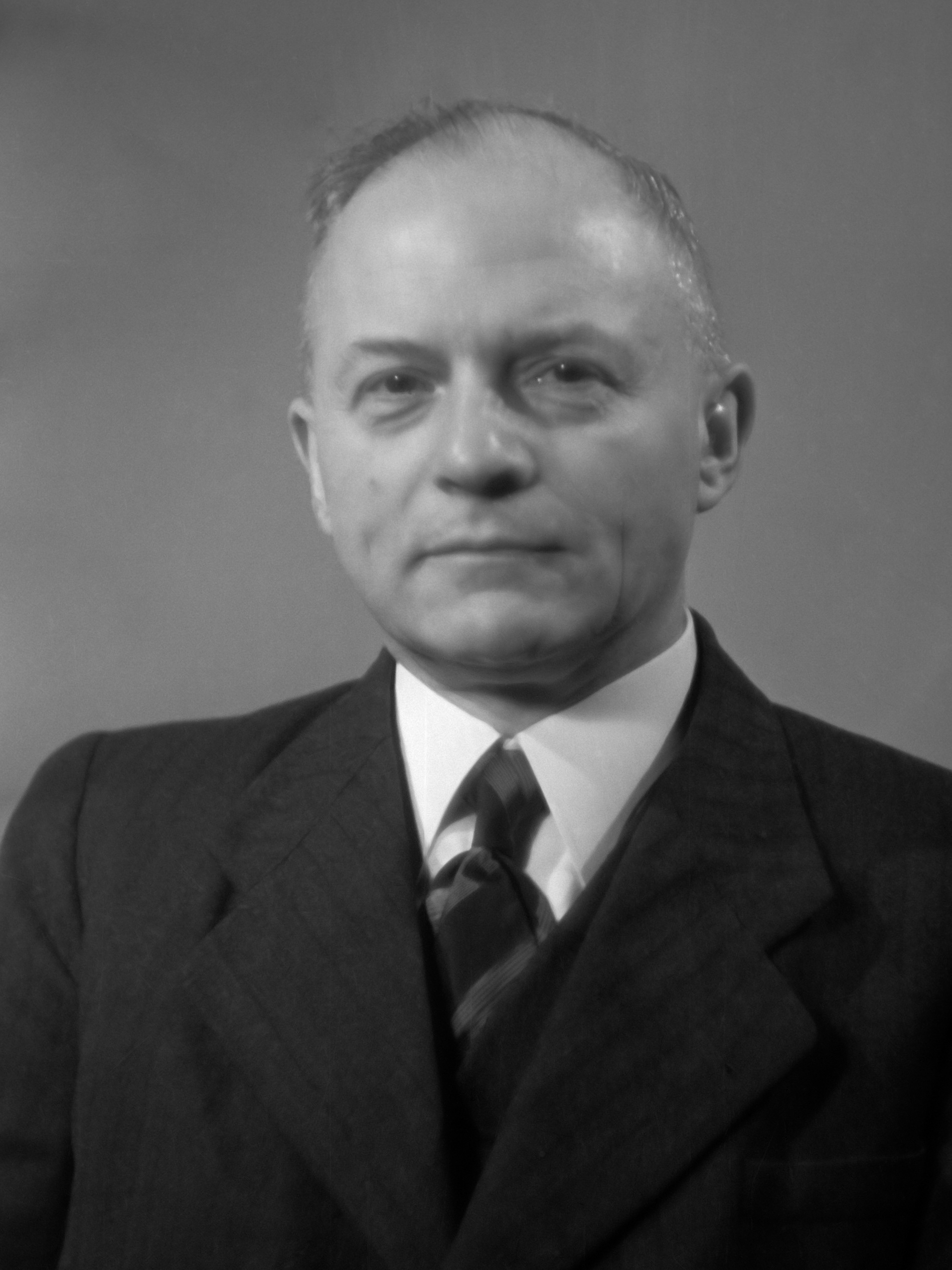
Hugo Jozias de Dreu
3 juli

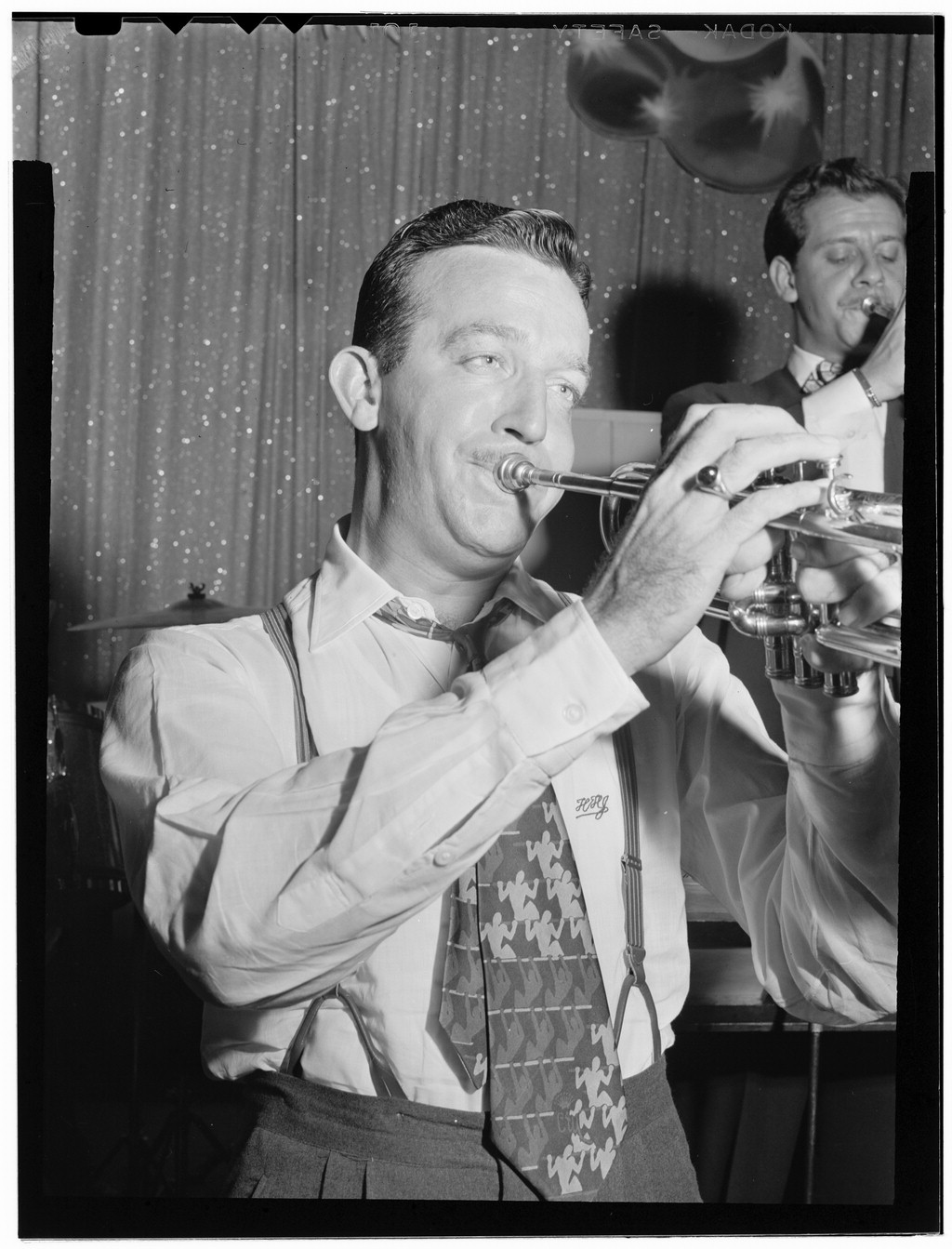
Harry James
5 juli

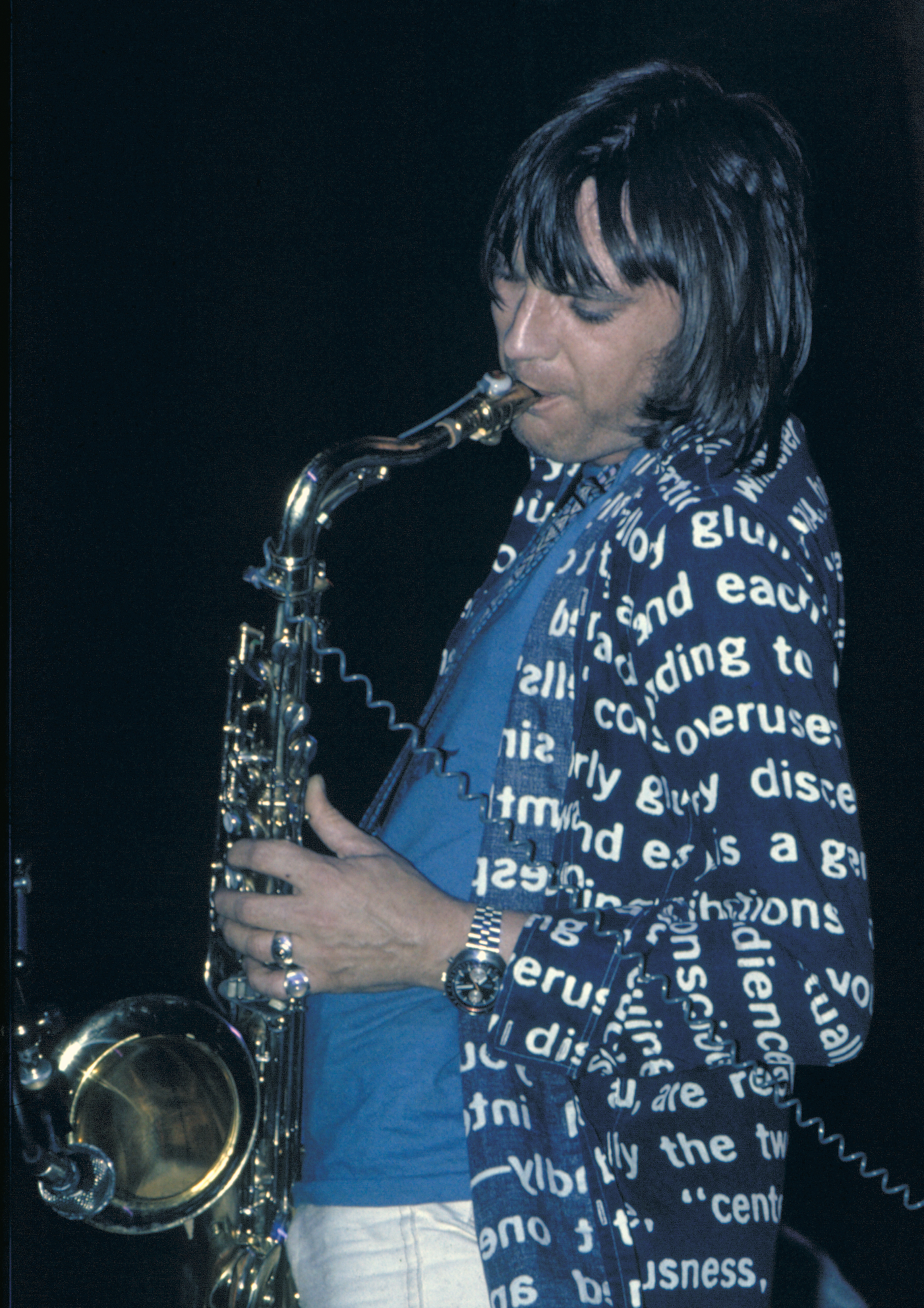
Chris Wood
12 juli

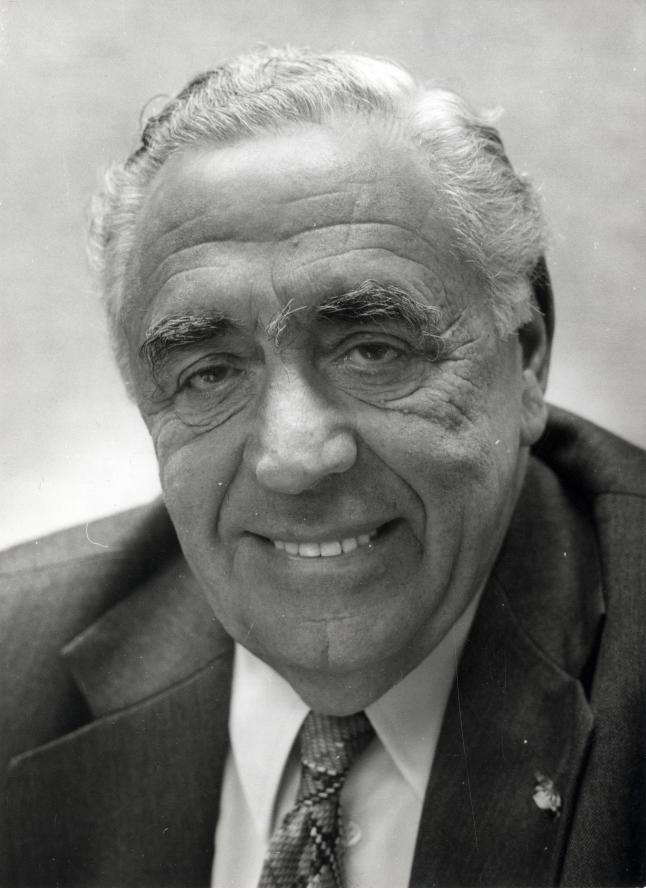
Mike Keyzer
16 juli

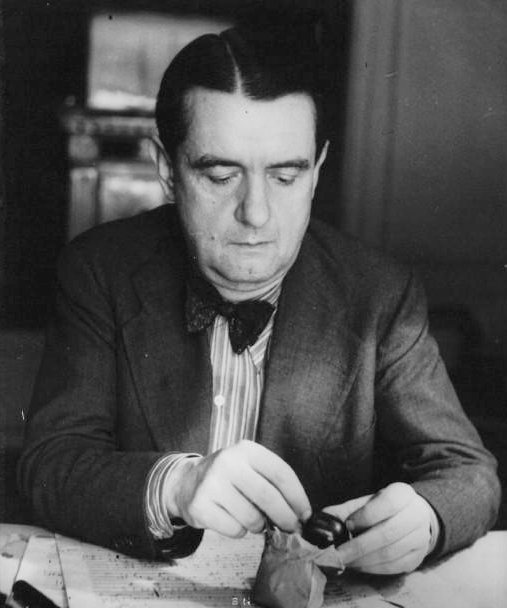
Georges Auric
23 juli

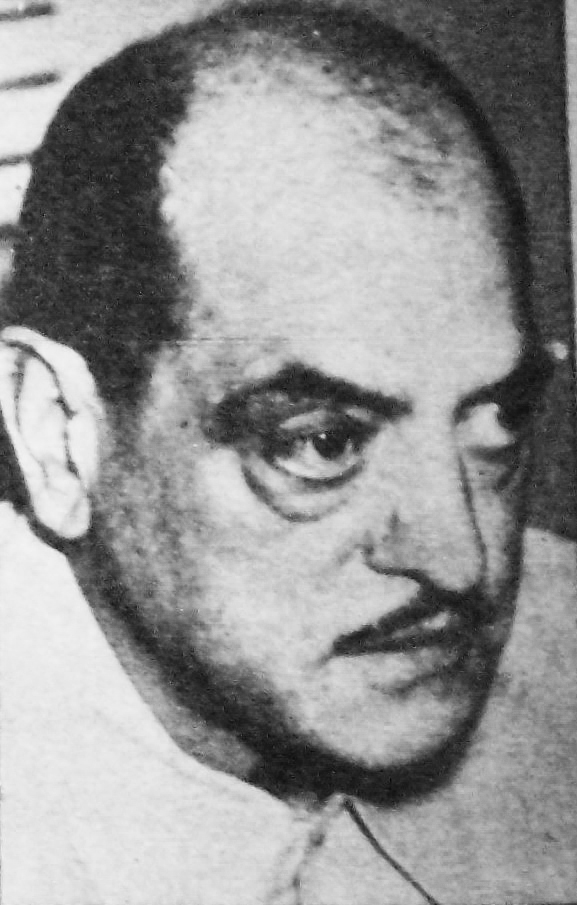
Luis Buñuel
29 juli

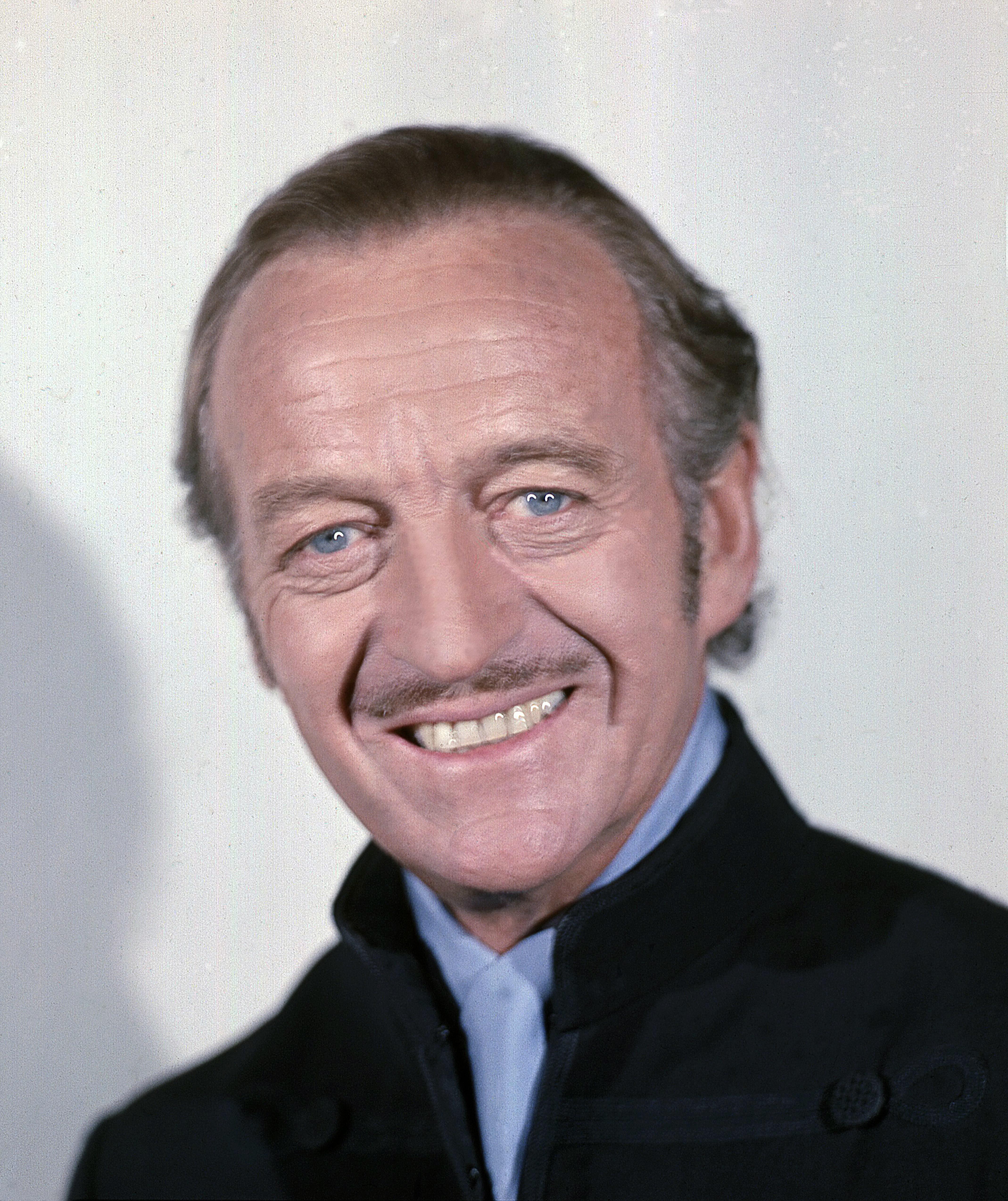
David Niven
29 juli

| 1 | 2 | 3 | 4 | 5 | 6 | 7 | 8 | 9 | 10 | 11 | 12 | 13 | 14 | 15 | 16 | 17 | 18 | 19 | 20 | 21 | 22 | 23 | 24 | 25 | 26 | 27 | 28 | 29 | 30 | 31 |
| - | - | - | - | - | - | - | - | - | -- | -- | -- | -- | -- | -- | -- | -- | -- | -- | -- | -- | -- | -- | -- | -- | -- | -- | -- | -- | -- | -- |

### 1 juli
- Richard Buckminster Fuller (87), Amerikaans architect, ontwerper en dichter
- Sandy Mosse (64), Amerikaans jazzsaxofonist
- Peter Wiedemeijer (50), Nederlands zanger

### 2 juli
- Renaat Diependaele (70), Belgisch politicus

### 3 juli
- Hugo Jozias de Dreu (90), Nederlands politicus
- Catrinus Mak (83), Nederlands predikant

### 4 juli
- John Bodkin Adams (84), Brits moordverdachte
- Arnold Hugo Ingen Housz (94), Nederlands ondernemer

### 5 juli
- Harry James (67), Amerikaans swing-muzikant en bandleider
- Arie Querido (82), Nederlands medicus
- Václav Trojan (76), Tsjechisch componist en dirigent
- Hennes Weisweiler (63), Duits voetballer en voetbaltrainer

### 7 juli
- Herman Kahn (61), Amerikaans futuroloog
- Heinrich Roth (77), Duits pedagoog

### 11 juli
- Mick Clavan (54), Nederlands voetballer
- Ross Macdonald (67), Amerikaans schrijver

### 12 juli
- Zénon Bacq (79), Belgisch radiobioloog
- Harry Derckx (65), Nederlands hockeyer en burgemeester
- Chris Wood (39), Brits fluitist en saxofonist

### 13 juli
- Gabrielle Roy (74), Frans-Canadees schrijfster

### 14 juli
- Arnout Colnot (96), Nederlands kunstenaar

### 16 juli
- Mike Keyzer (71), Nederlands politicus
- Michel Micombero (43), Burundees politicus

### 17 juli
- Albert Fasbender (85), Belgisch politicus
- Roosevelt Sykes (77), Amerikaans pianist

### 18 juli
- Salo Flohr (74), Sovjet-Russisch schaker
- James Robert Knox (69), Australisch kardinaal

### 19 juli
- Erik Ode (72), Duits acteur en hoorspelregisseur

### 21 juli
- Norman Holter (69), Amerikaans biofysicus

### 22 juli
- Willem de Meyer (83), Belgisch zanger en accordeonist
- Petronella Ribbens-Verstallen (110), oudste inwoner van Nederland
- Willem Stooker (91), Nederlands architect

### 23 juli
- Georges Auric (84), Frans componist
- Hector Marius van Fenema (82), Nederlands burgemeester

### 25 juli
- René Fallet (65), Frans schrijver

### 26 juli
- Jan Kamman (84), Nederlands kunstenaar en ontwerper
- Karel Roelandts (95), Belgisch politicus

### 27 juli
- Willem Nagel (72), Nederlands schrijver

### 28 juli
- Jules Chin A Foeng (39), Surinaams kunstenaar

### 29 juli
- Luis Buñuel (83), Spaans-Mexicaans filmregisseur
- Burrill Crohn (99), Amerikaans medicus
- Manuel Ferreira (77), Argentijns voetballer en voetbaltrainer
- David Niven (73), Brits acteur

### 30 juli
- Bertus Caldenhove (69), Nederlands voetballer
- Lynn Fontanne (95), Brits-Amerikaanse actrice

### 31 juli
- Eva Pawlik (55), Oostenrijks kunstschaatsster

## Augustus

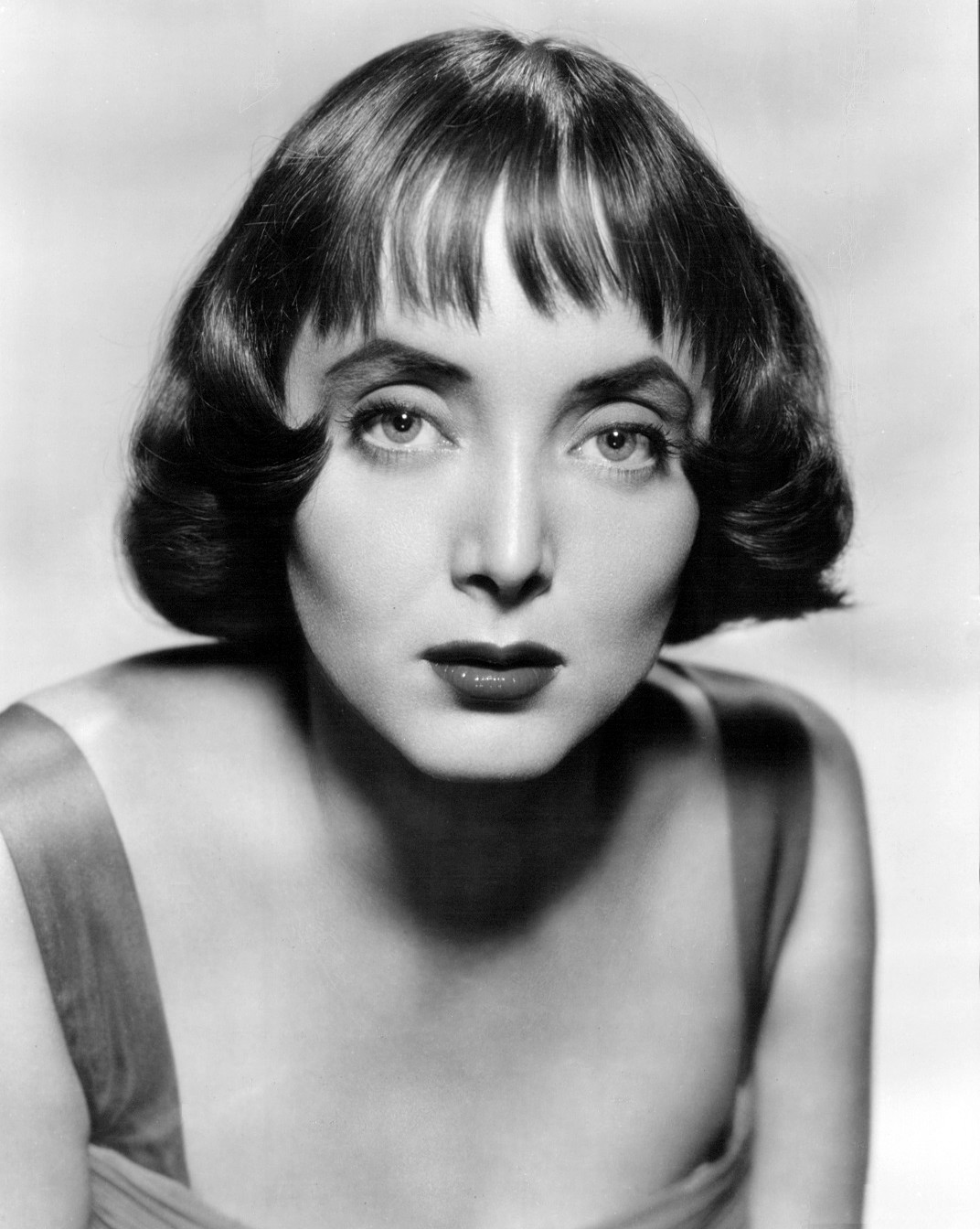
Carolyn Jones
3 augustus

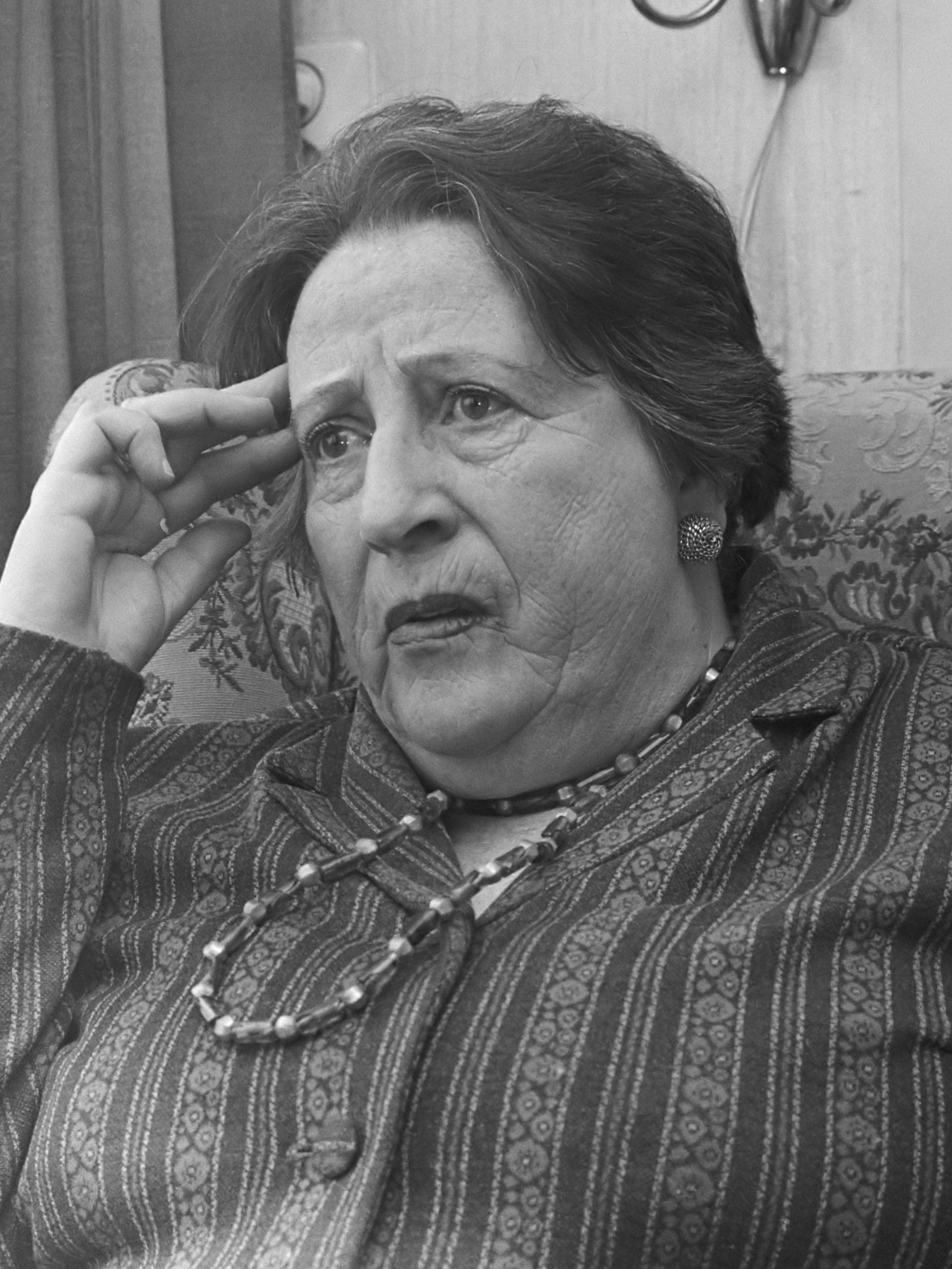
Hermine Heijermans
8 augustus

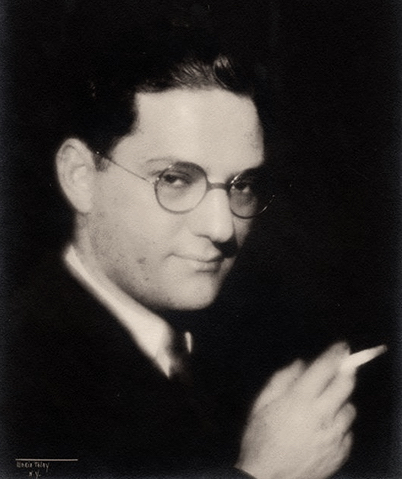
Ira Gershwin
17 augustus

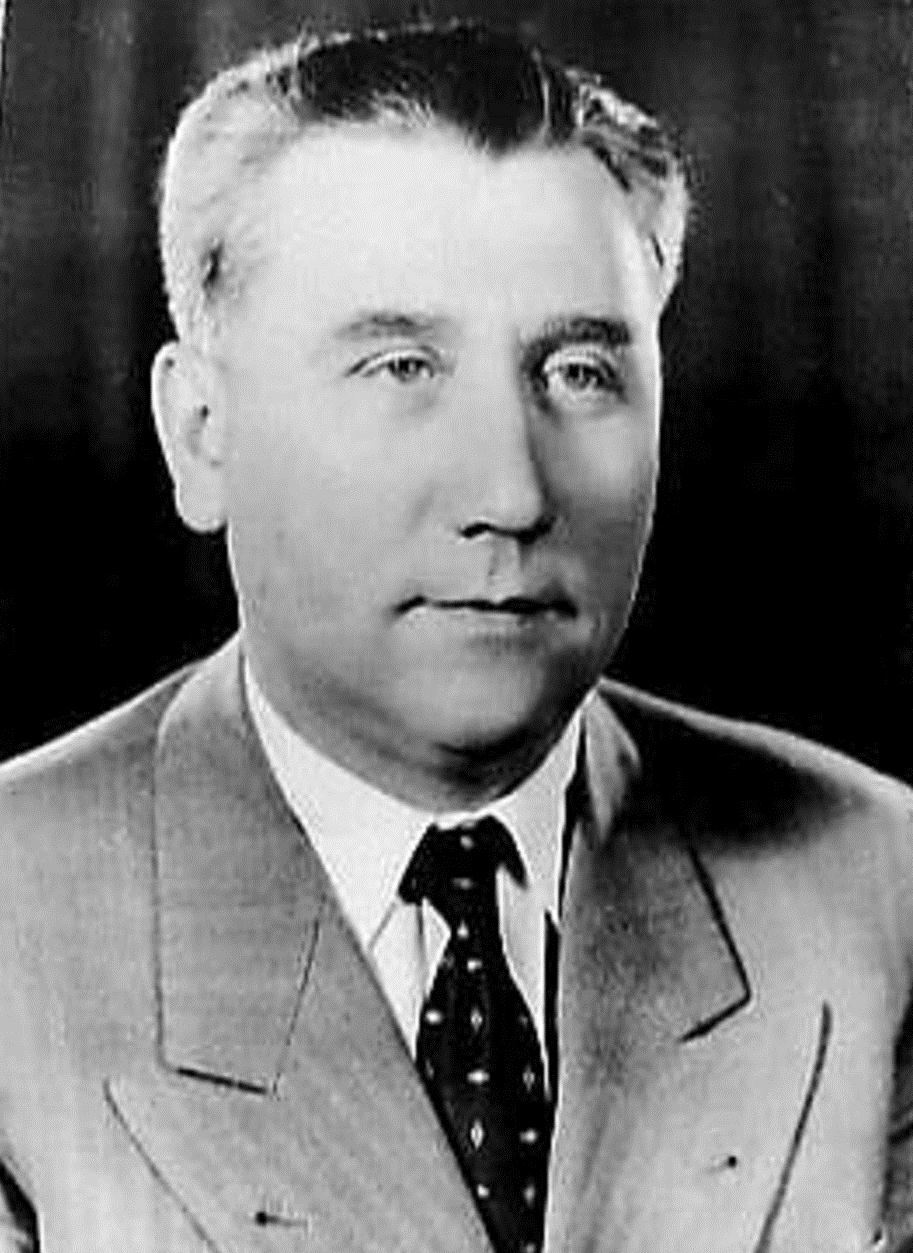
Aleksandar Ranković
20 augustus

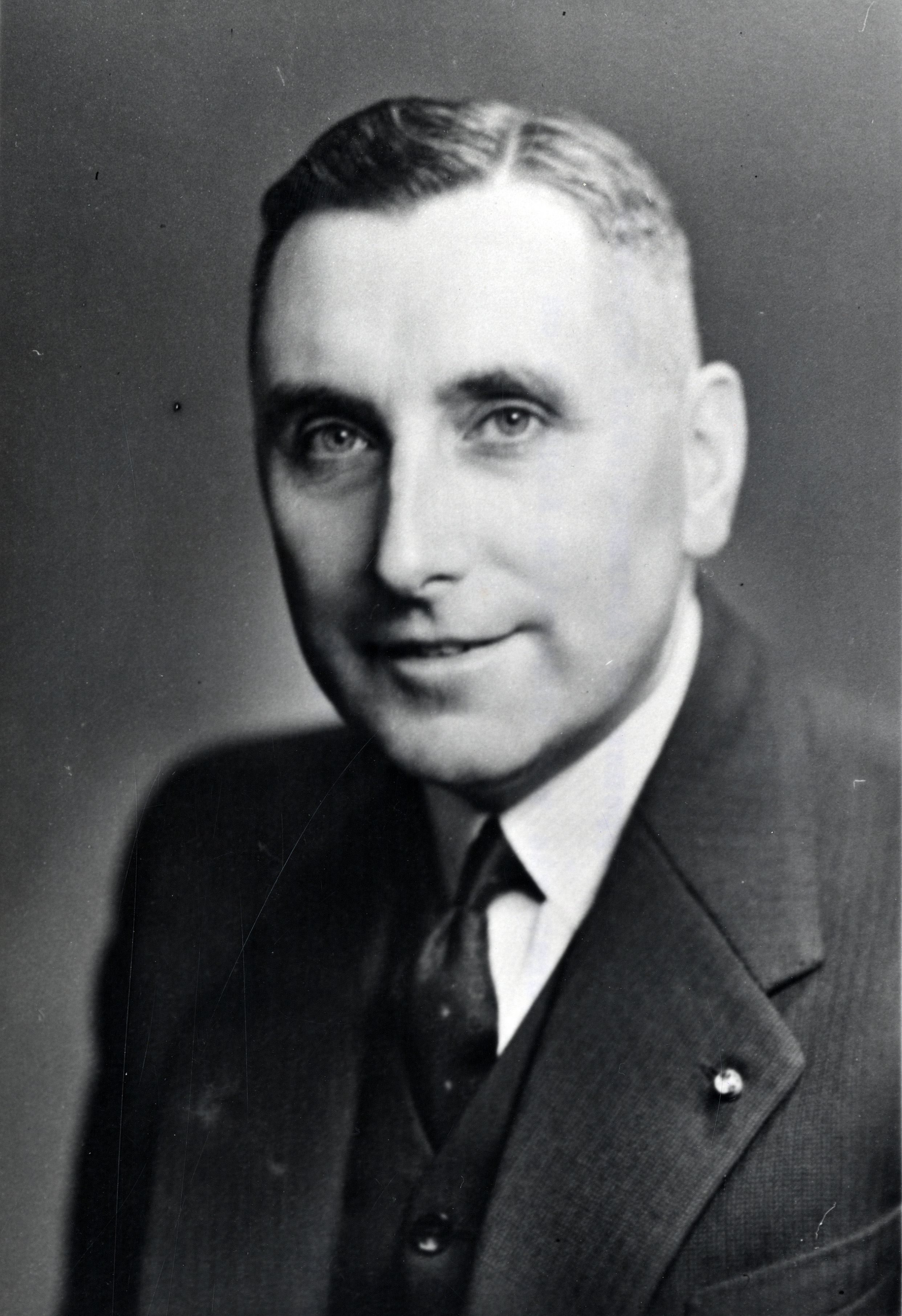
René Höppener
24 augustus

| 1 | 2 | 3 | 4 | 5 | 6 | 7 | 8 | 9 | 10 | 11 | 12 | 13 | 14 | 15 | 16 | 17 | 18 | 19 | 20 | 21 | 22 | 23 | 24 | 25 | 26 | 27 | 28 | 29 | 30 | 31 |
| - | - | - | - | - | - | - | - | - | -- | -- | -- | -- | -- | -- | -- | -- | -- | -- | -- | -- | -- | -- | -- | -- | -- | -- | -- | -- | -- | -- |

### 1 augustus
- John Susko (33), Amerikaans golfer

### 2 augustus
- Charles Eyck (86), Nederlands kunstschilder
- Frans Hoekstra (56), Nederlands burgemeester
- James Jamerson (47), Amerikaans bassist

### 3 augustus
- Eric Grate (86), Zweeds kunstenaar
- Carolyn Jones (53), Amerikaans actrice

### 4 augustus
- Mien van Bree (68), Nederlands wielrenster

### 5 augustus
- Bart Jan Bok (77), Nederlands-Amerikaans astronoom
- Joan Robinson (79), Brits econome

### 6 augustus
- Klaus Nomi (39), Duits zanger

### 8 augustus
- Hermine Heijermans (80), Nederlands schrijfster en actrice

### 10 augustus
- Hubert van Hille (79), Nederlands kunstschilder en lithograaf
- José Baptista Pinheiro de Azevedo (76), Portugees politicus

### 11 augustus
- Jacobus Grent (93), Nederlands priester

### 12 augustus
- Artemio Franchi (61), Italiaans voetbalbestuurder

### 15 augustus
- Marc Porel (34), Frans-Zwitsers acteur

### 17 augustus
- Ira Gershwin (86), Amerikaans tekstschrijver

### 20 augustus
- Gerhard von Graevenitz (48), Duits kunstenaar
- Aleksandar Ranković (73), Joegoslavisch politicus
- Georges Spénale (69), Frans schrijver en politicus

### 21 augustus
- Benigno Aquino jr. (50), Filipijns politicus
- Gene Force (67), Amerikaans autocoureur

### 24 augustus
- Johannes Jozef Hanrath (83), Nederlands geograaf
- René Höppener (80), Nederlands burgemeester
- Thomas Ring (90), Duits astroloog, schrijver en kunstschilder

### 27 augustus
- Jos Daems (56), Belgisch politicus

### 28 augustus
- Angel de la Torre (86), Spaans golfer

### 30 augustus
- Fri Heil (90), Nederlands beeldhouwster

### 31 augustus
- Georgette Ciselet (83), Belgisch politicus

## September

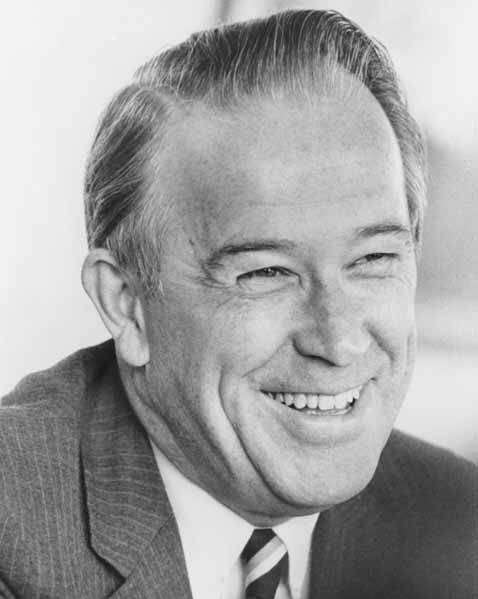
Henry Jackson
1 september

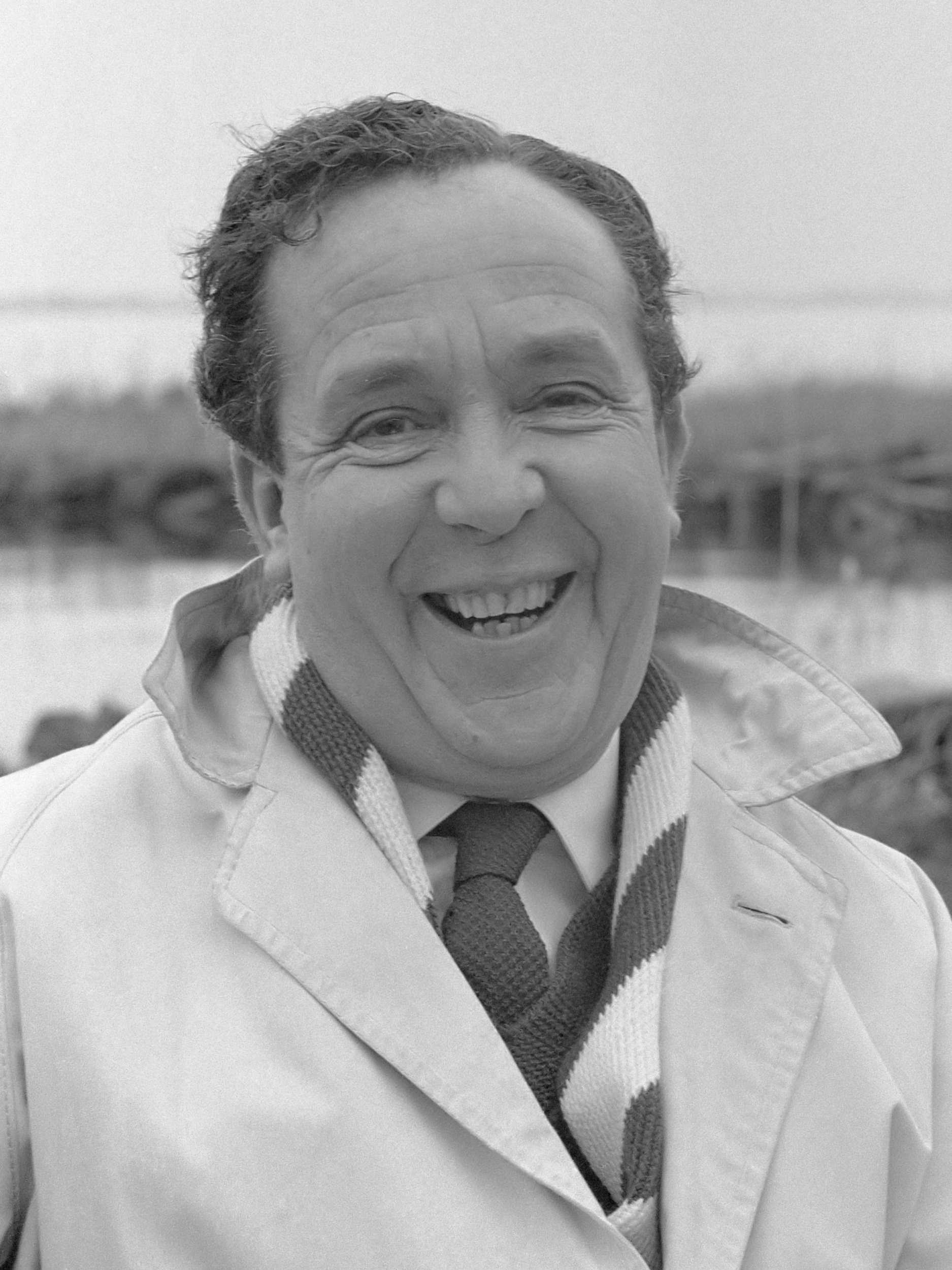
Wim Kan
8 september

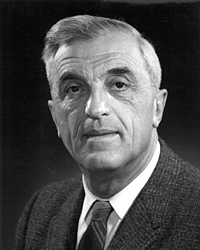
Felix Bloch
10 september

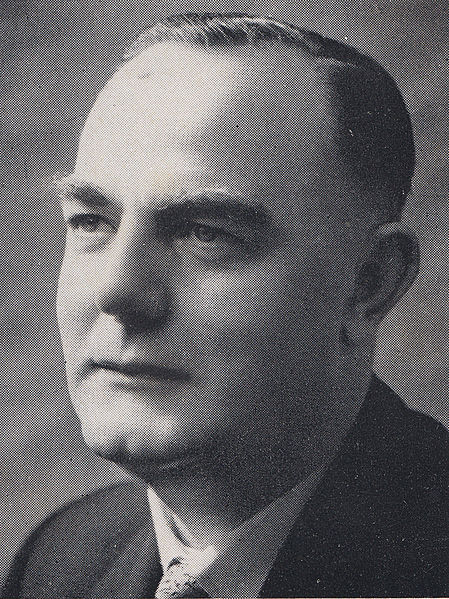
John Vorster
10 september

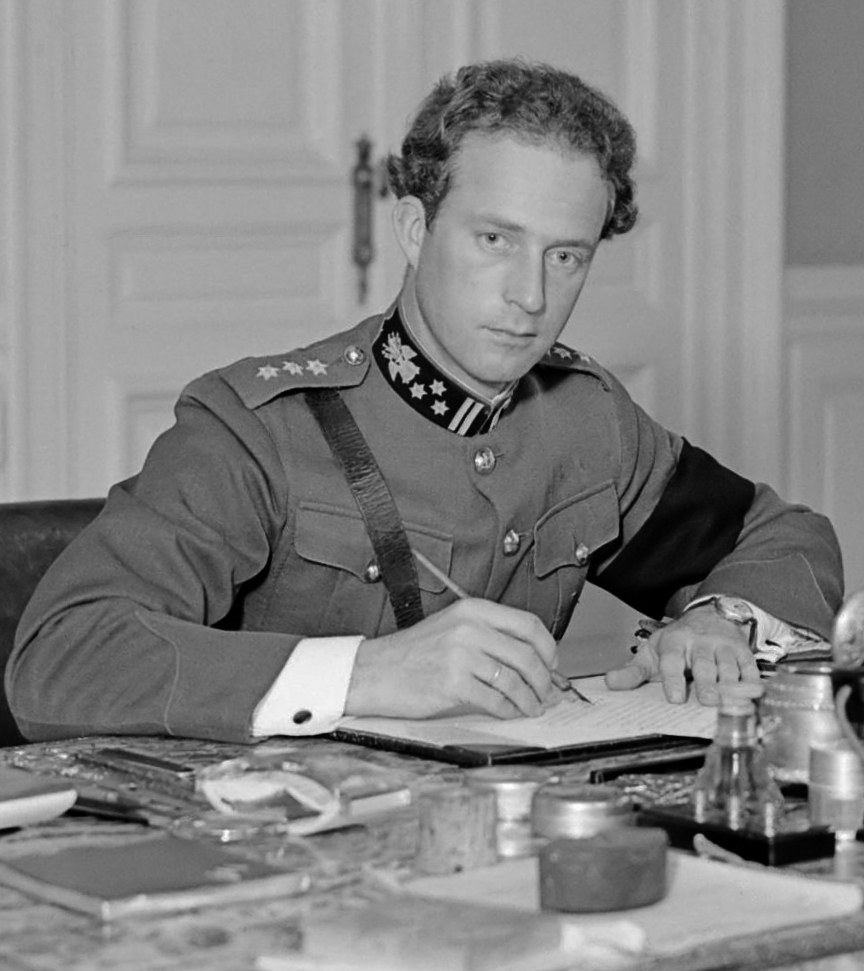
Leopold III van België
25 september

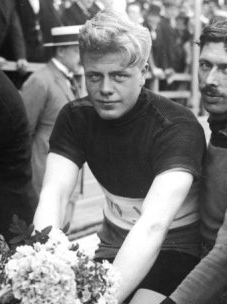
Ko Willems
28 september

| 1 | 2 | 3 | 4 | 5 | 6 | 7 | 8 | 9 | 10 | 11 | 12 | 13 | 14 | 15 | 16 | 17 | 18 | 19 | 20 | 21 | 22 | 23 | 24 | 25 | 26 | 27 | 28 | 29 | 30 |
| - | - | - | - | - | - | - | - | - | -- | -- | -- | -- | -- | -- | -- | -- | -- | -- | -- | -- | -- | -- | -- | -- | -- | -- | -- | -- | -- |

### 1 september
- Johannes Jacobus de Haas (78), Nederlands politicus
- Henry Jackson (71), Amerikaans politicus

### 3 september
- Piero Sraffa (85), Italiaans econoom

### 5 september
- Caroline Mathilde van Saksen-Coburg en Gotha (71), lid Duitse adel
- Chosuke Sato (77), Japans componist en dirigent

### 7 september
- Boris Hagelin (91), Zweeds ingenieur

### 8 september
- Ibrahim Abboud (82), Soedanees militair leider en politicus
- Ernst Degner (51), Duits motorcoureur
- Wim Kan (72), Nederlands cabaretier
- Antonin Magne (79), Frans wielrenner en wielerploegleider
- Jaak Nutkewitz (69), Belgisch politicus

### 9 september
- Luis Monti (82), Argentijns voetballer

### 10 september
- Felix Bloch (77), Zwitsers-Amerikaans natuurkundige
- Jon Brower Minnoch (41), zwaarste man ter wereld ooit
- Dai Rees (70), Brits golfer
- John Vorster (67), president van Zuid-Afrika

### 12 september
- Sabin Carr (79), Amerikaans atleet

### 14 september
- Albert Moortgat (93), Belgisch politicus

### 15 september
- Johnny Hartman (60), Amerikaanse jazzzanger
- Paul Maasland (79), Nederlands roeier
- Prince Far I (49), Jamaicaans zanger

### 17 september
- Elly Tamminga (86), Nederlands kunstschilder en ondernemer

### 18 september
- Joop Beek (66), Nederlands-Indonesisch geestelijke

### 19 september
- Bruno Pittermann (78), Oostenrijks politicus

### 20 september
- Ángel Labruna (64), Argentijns voetballer
- Wim Quint (71), Nederlands programmamaker

### 22 september
- Charles Solau (92), Belgisch politicus

### 23 september
- Georges Vandenberghe (41), Belgisch wielrenner

### 24 september
- Mohamad Roem (75), Indonesisch politicus
- Jan Verbraeken (60), Belgisch zanger

### 25 september
- Leopold III (81), koning van België

### 26 september
- Henri Navarre (85), Frans militair
- Tino Rossi (76), Frans zanger

### 28 september
- Francesco Raselli (35), Zwitsers componist
- Roy Sullivan (71), Amerikaans parkwachter
- Ko Willems (82), Nederlands wielrenner

### 30 september
- Jan Heersink (65), Nederlands burgemeester
- Freddy Martin (76), Amerikaans saxofonist en bandleider

### Datum onbekend
- Saniya Habboub (82), Libanees arts

## Oktober

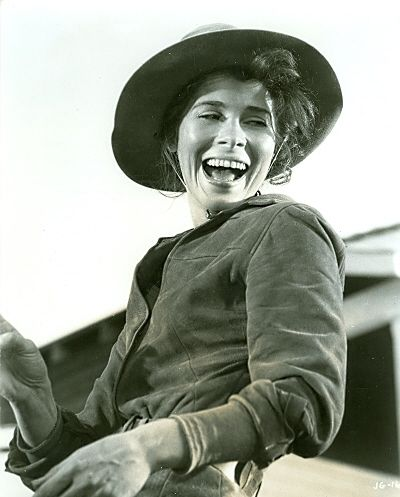
Joan Hackett
8 oktober

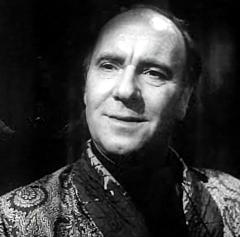
Ralph Richardson
10 oktober

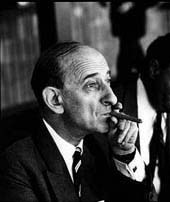
Raymond Aron
17 oktober

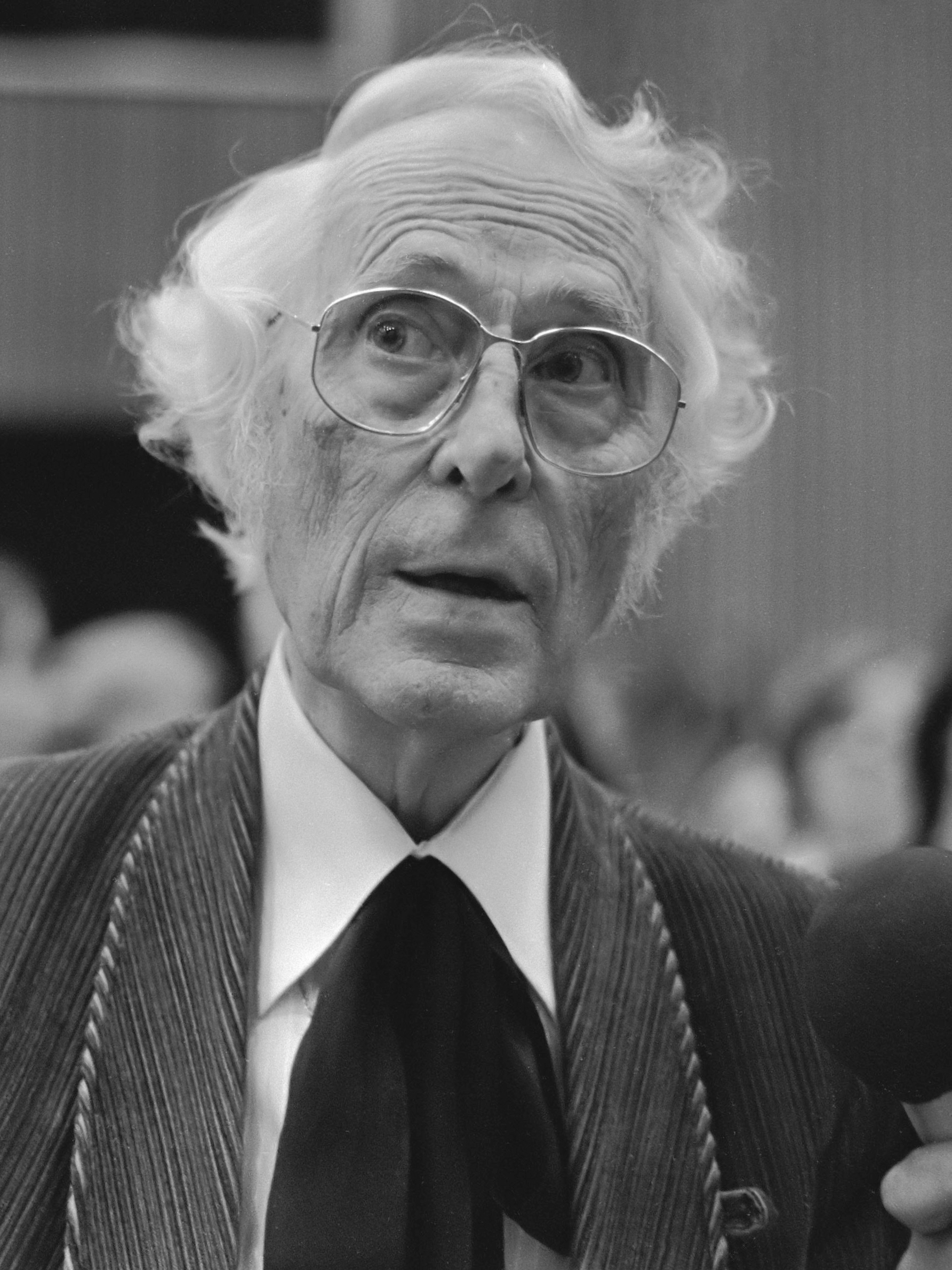
Carel Willink
19 oktober

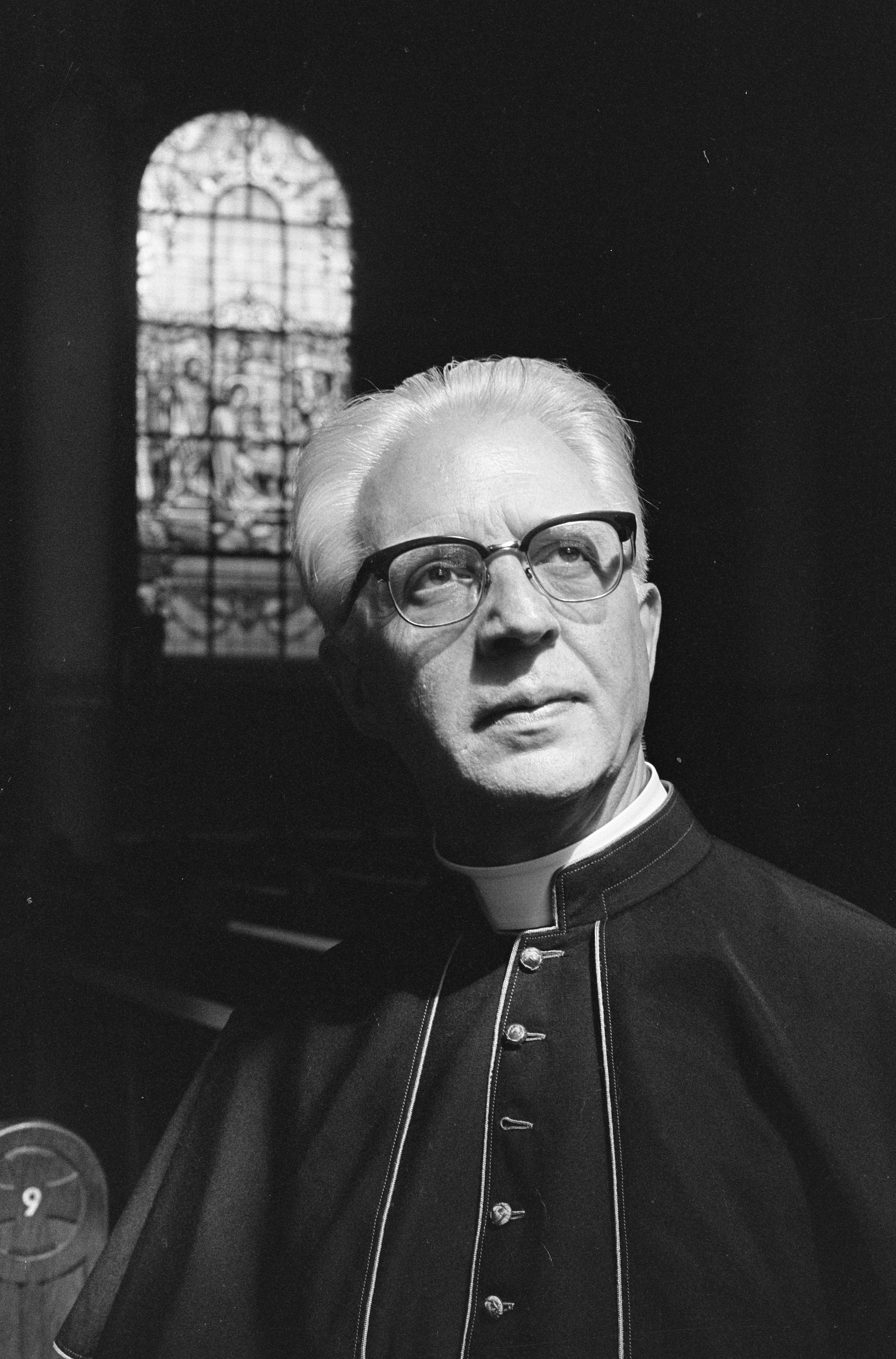
Theodorus Zwartkruis
21 oktober

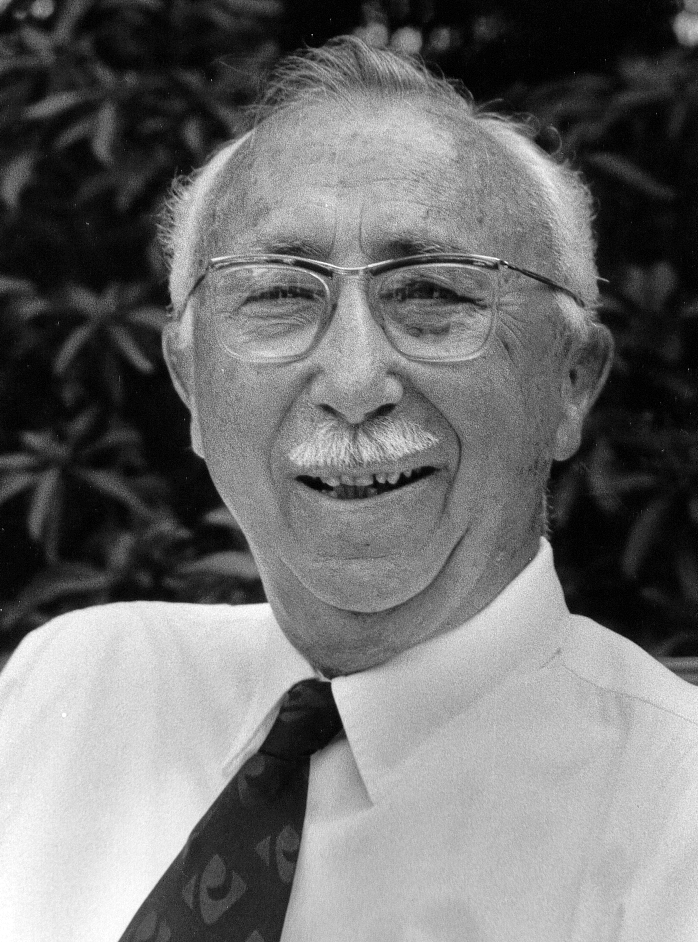
Pol Swings
28 oktober

| 1 | 2 | 3 | 4 | 5 | 6 | 7 | 8 | 9 | 10 | 11 | 12 | 13 | 14 | 15 | 16 | 17 | 18 | 19 | 20 | 21 | 22 | 23 | 24 | 25 | 26 | 27 | 28 | 29 | 30 | 31 |
| - | - | - | - | - | - | - | - | - | -- | -- | -- | -- | -- | -- | -- | -- | -- | -- | -- | -- | -- | -- | -- | -- | -- | -- | -- | -- | -- | -- |

### 3 oktober
- Jan Vogel (81), Nederlands accordeonist, componist en dirigent

### 5 oktober
- Antonio de las Alas (93), Filipijns politicus en topfunctionaris
- Earl Tupper (76), Amerikaans uitvinder

### 6 oktober
- Terence James Cooke (62), Amerikaans kardinaal
- Hans Moeckel (60), Zwitsers componist en musicus

### 7 oktober
- Fré Kolkman (94), Nederlands voetballer
- George Ogden Abell (56), Amerikaans astronoom

### 8 oktober
- Joan Hackett (49), Amerikaans actrice
- Ina Lohr (80), Nederlands violiste

### 10 oktober
- Ralph Richardson (80), Brits acteur

### 12 oktober
- Ernie Roth (54), Amerikaans worstelmanager

### 14 oktober
- John Opdam (66), Nederlands moordenaar

### 16 oktober
- Willy Ritschard (65), Zwitsers politicus

### 17 oktober
- Raymond Aron (78), Frans socioloog, politiek filosoof en journalist
- Mircea Sasu (44), Roemeens voetballer

### 19 oktober
- Maurice Bishop (39), Grenadiaans politicus
- Carel Willink (83), Nederlands kunstschilder

### 21 oktober
- Theodorus Zwartkruis (73), Nederlands bisschop

### 22 oktober
- Giovanni Cazzulani (74), Italiaans wielrenner

### 24 oktober
- Rolf Fäs (67), Zwitsers handbalspeler

### 25 oktober
- Frans Van der Borght (98), Belgisch politicus

### 26 oktober
- Alfred Tarski (82), Pools-Amerikaans wiskundige

### 28 oktober
- Pol Swings (77), Belgisch astrofysicus

### 30 oktober
- Krijn Strijd (74), Nederlands predikant

## November

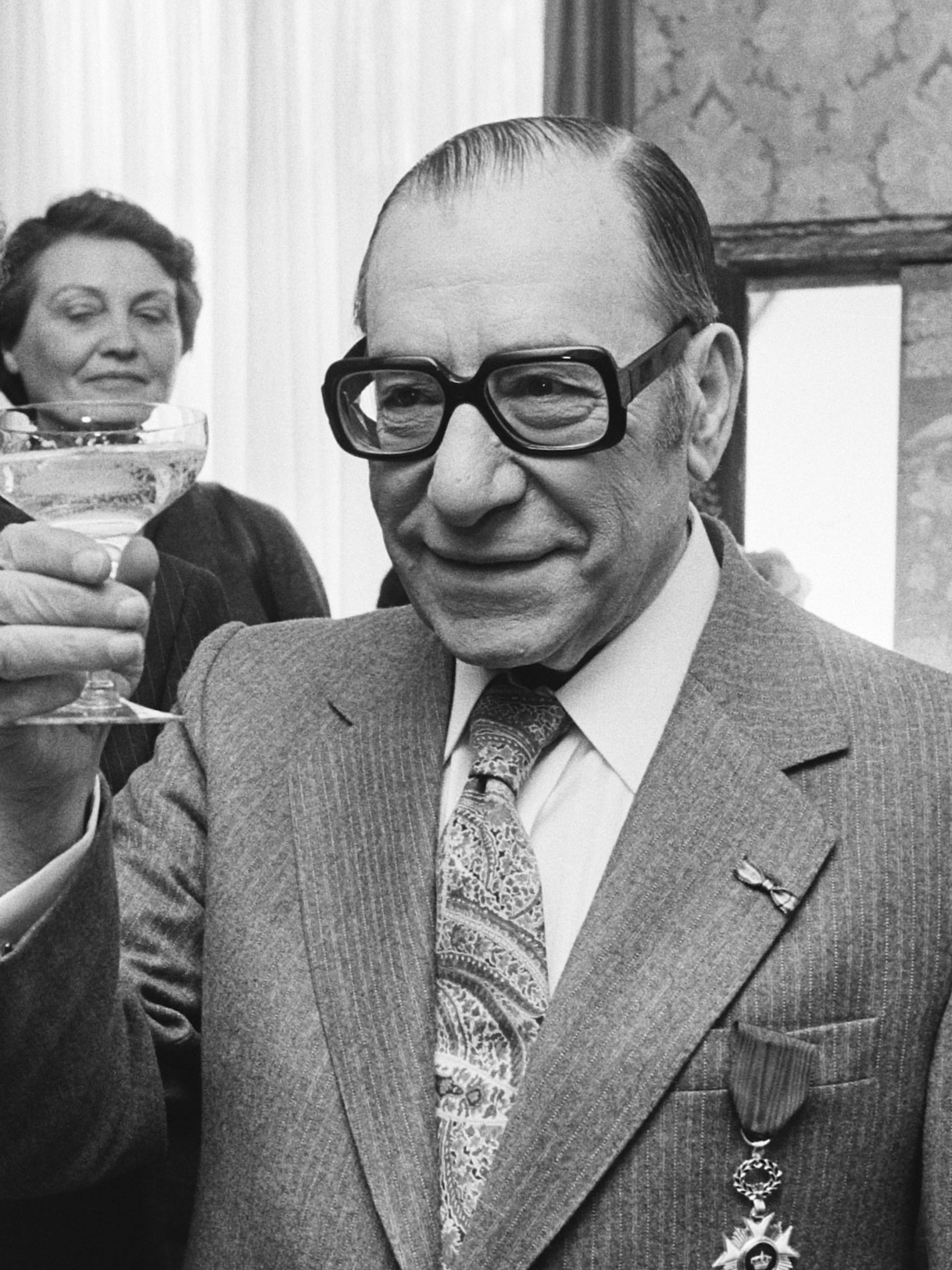
Bob Scholte
3 november

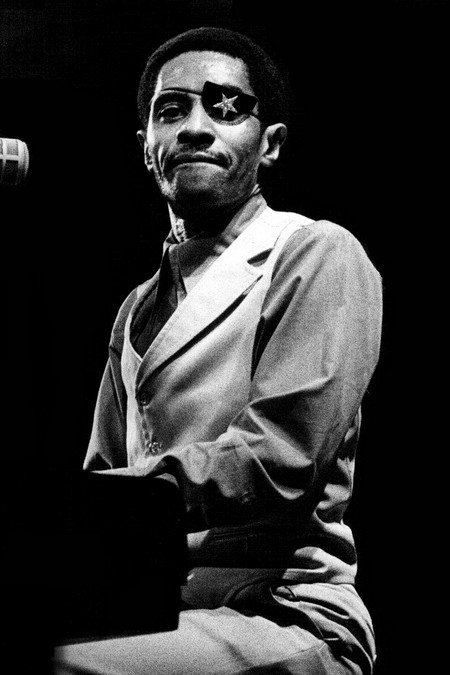
James Booker
8 november

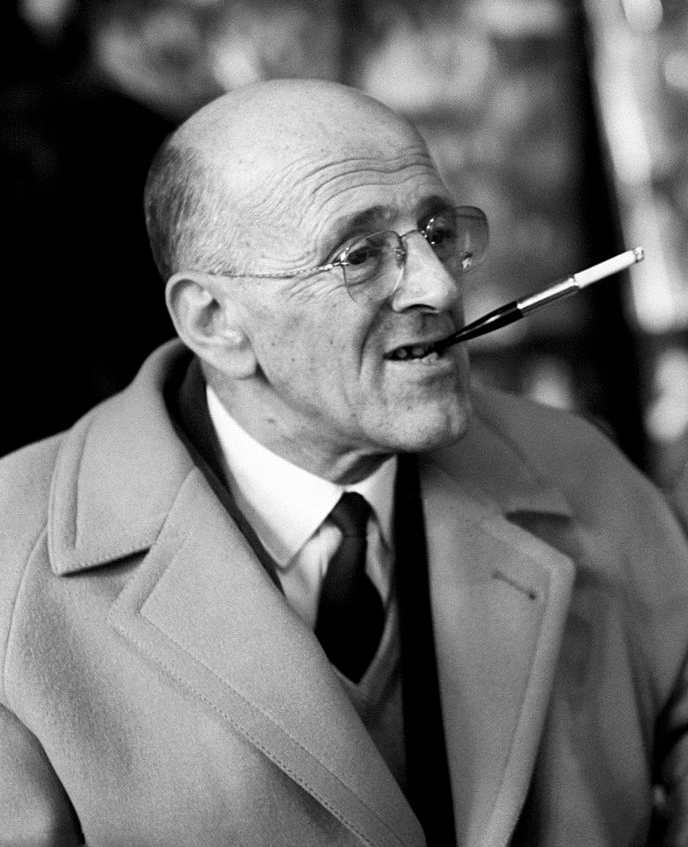
André Chamson
9 november

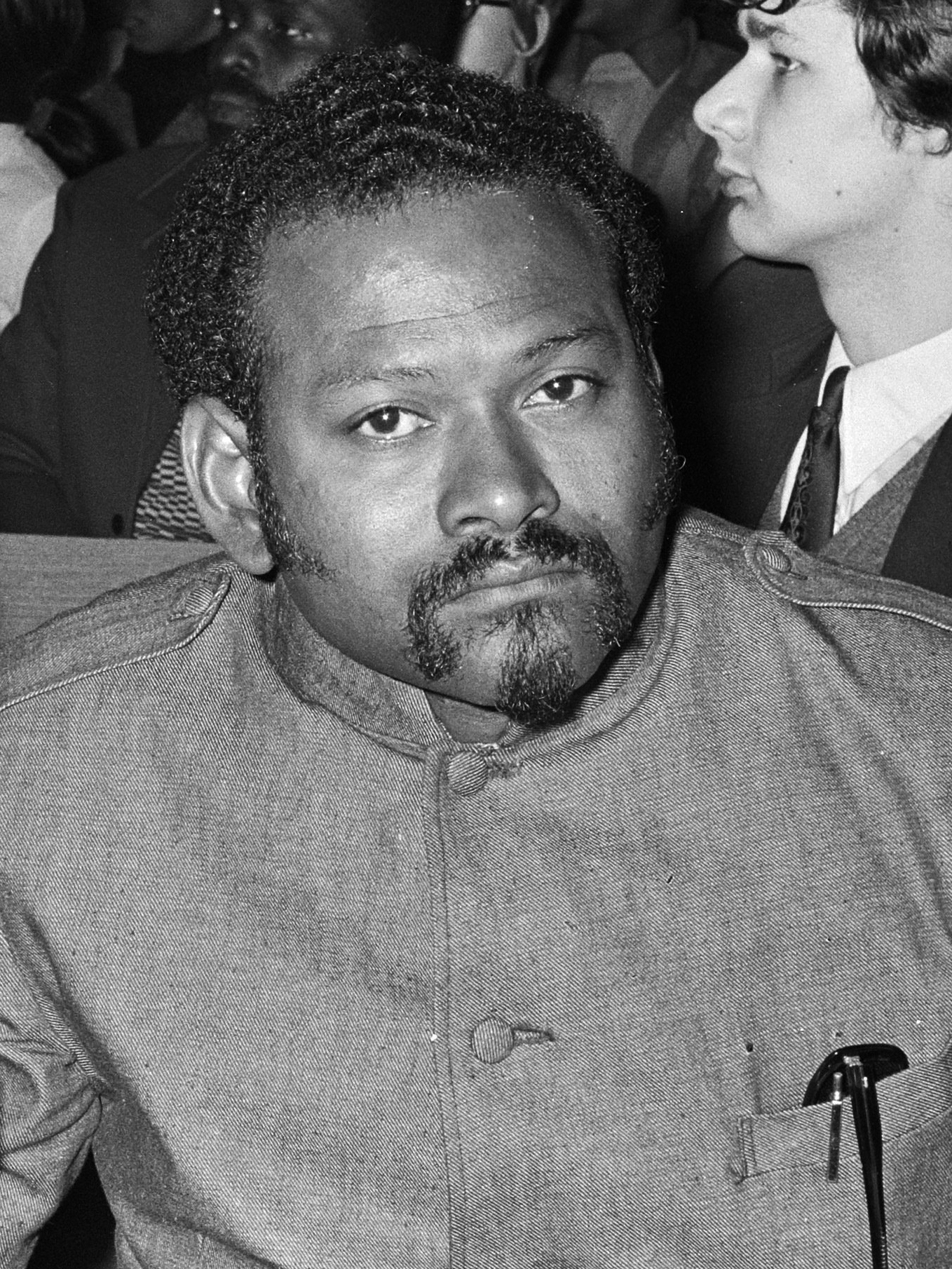
R. Dobru
17 november

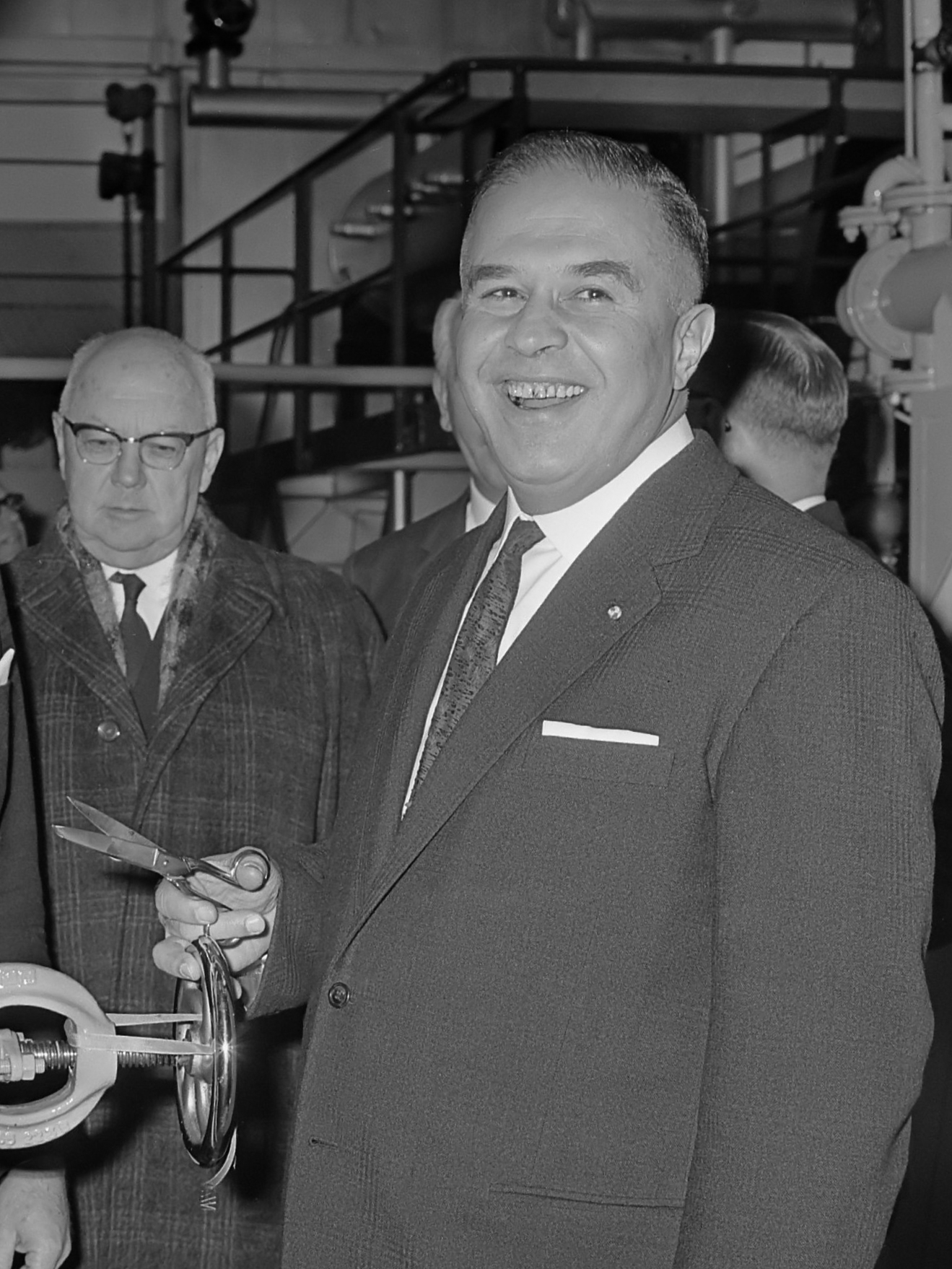
A.T. Bogaardt
24 november

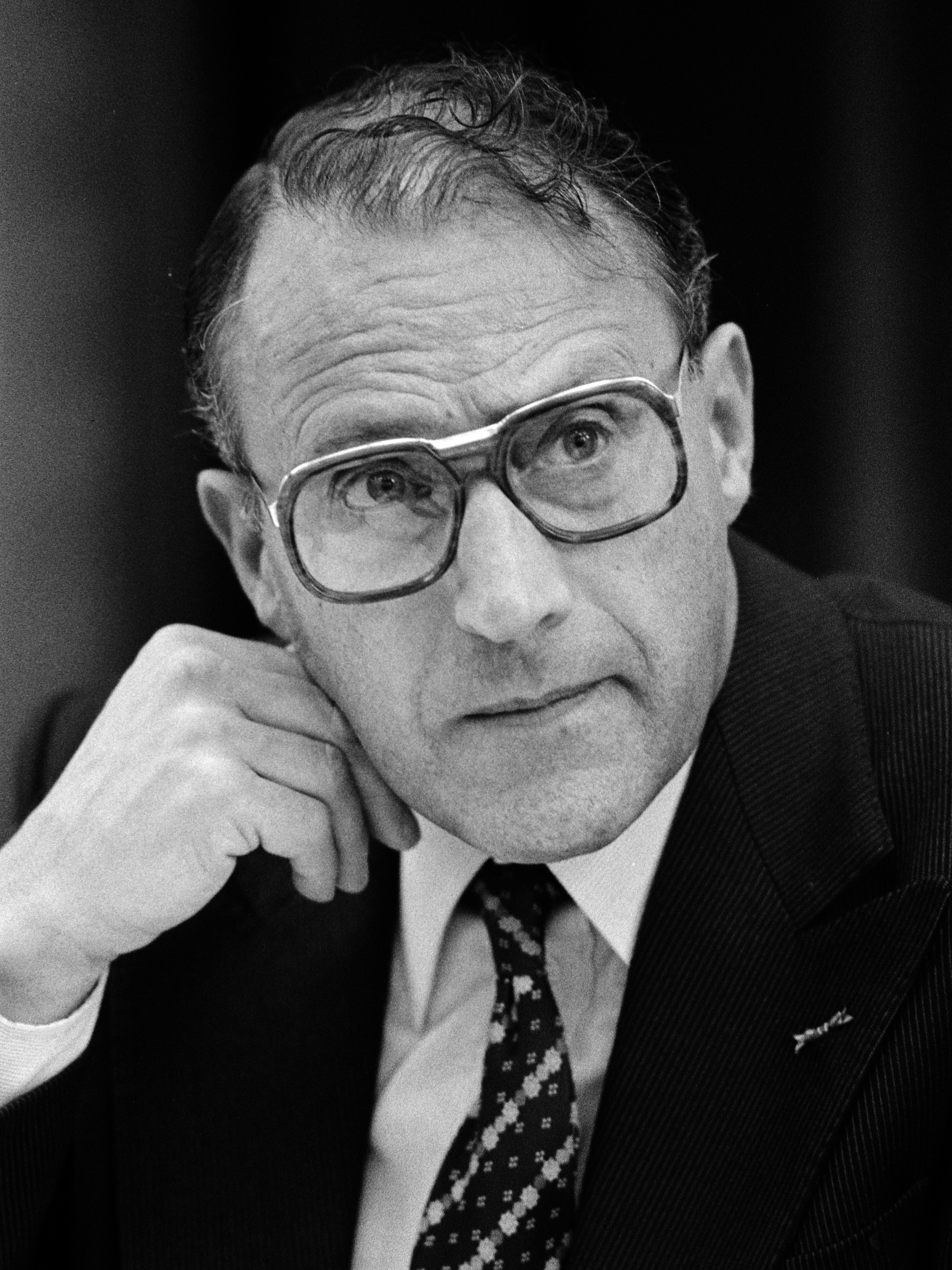
Ton van Trier
26 november

| 1 | 2 | 3 | 4 | 5 | 6 | 7 | 8 | 9 | 10 | 11 | 12 | 13 | 14 | 15 | 16 | 17 | 18 | 19 | 20 | 21 | 22 | 23 | 24 | 25 | 26 | 27 | 28 | 29 | 30 |
| - | - | - | - | - | - | - | - | - | -- | -- | -- | -- | -- | -- | -- | -- | -- | -- | -- | -- | -- | -- | -- | -- | -- | -- | -- | -- | -- |

### 1 november
- Anthony van Hoboken (96), Nederlands musicoloog

### 3 november
- Bob Scholte (81), Nederlands zanger

### 4 november
- Reind Brouwer (73), Nederlands schrijver

### 5 november
- Arthur Bachmann (61), Zwitsers politicus

### 6 november
- Marcel Peyrouton (96), Frans politicus

### 7 november
- Germaine Tailleferre (91), Frans componiste

### 8 november
- James Booker (43), Amerikaans pianist en zanger
- Willy de Hond (43), Nederlands voetballer

### 9 november
- André Chamson (83), Frans schrijver

### 10 november
- Harlan Leonard (78), Amerikaans jazzmusicus
- Paz Marquez-Benitez (89), Filipijns schrijfster

### 14 november
- Rodolphe Hénault (84), Belgisch atleet

### 15 november
- John Le Mesurier (71), Brits acteur

### 17 november
- R. Dobru (48), Surinaams dichter, schrijver en politicus

### 19 november
- Rein van Bemmelen (79), Nederlands geoloog

### 20 november
- Kristmann Guðmundsson (82), IJslands schrijver
- Arie Klaase (80), Nederlands atleet

### 21 november
- Ab Jüdell (58), Nederlands verzetsstrijder
- Francisca Reyes-Aquino (84), Filipijns danser

### 22 november
- Michael Conrad (58), Amerikaans acteur
- Marcel Lasalmonie (78), Frans componist
- Willi Martinali (69), Nederlands kunstenaar

### 23 november
- Evelyn Barker (89), Brits militair leider
- Sybold van Ravesteyn (94), Nederlands architect
- Wim Schuhmacher (50), Nederlands journalist

### 24 november
- Archibald Theodoor Bogaardt (75), Nederlands burgemeester
- Willy Schneider (76), Duits componist

### 26 november
- Carl Seemann (73), Duits pianist
- Ton van Trier (57), Nederlands politicus
- Willy van Zwieteren (79), Nederlands voetballer

### 27 november
- Jorge Ibargüengoitia (55), Mexicaans schrijver

### 28 november
- Marcel Houyoux (80), Belgisch wielrenner

### 29 november
- Anno Houwing (78), Nederlands verzetsstrijder

## December

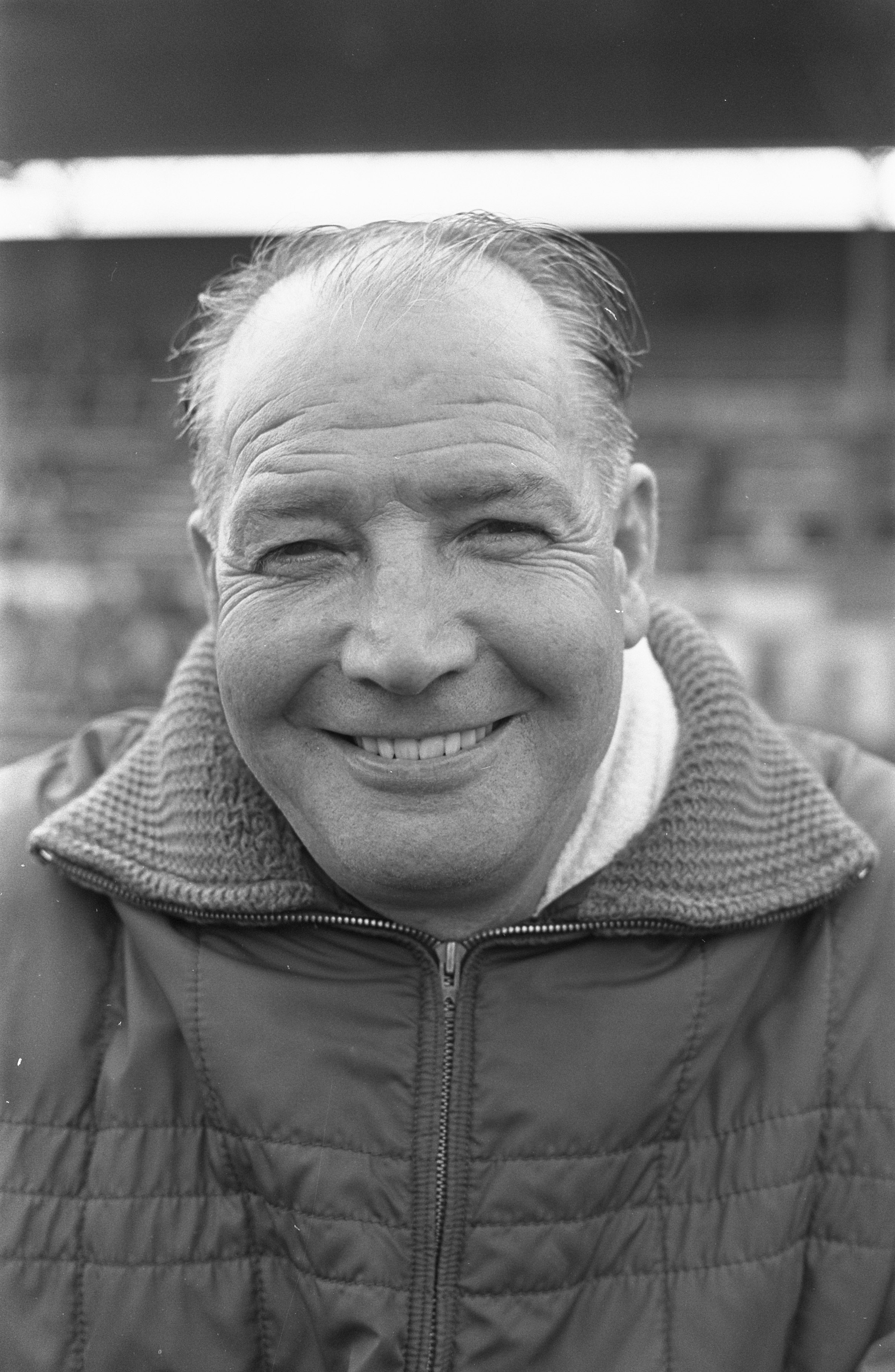
Leslie Talbot
5 december

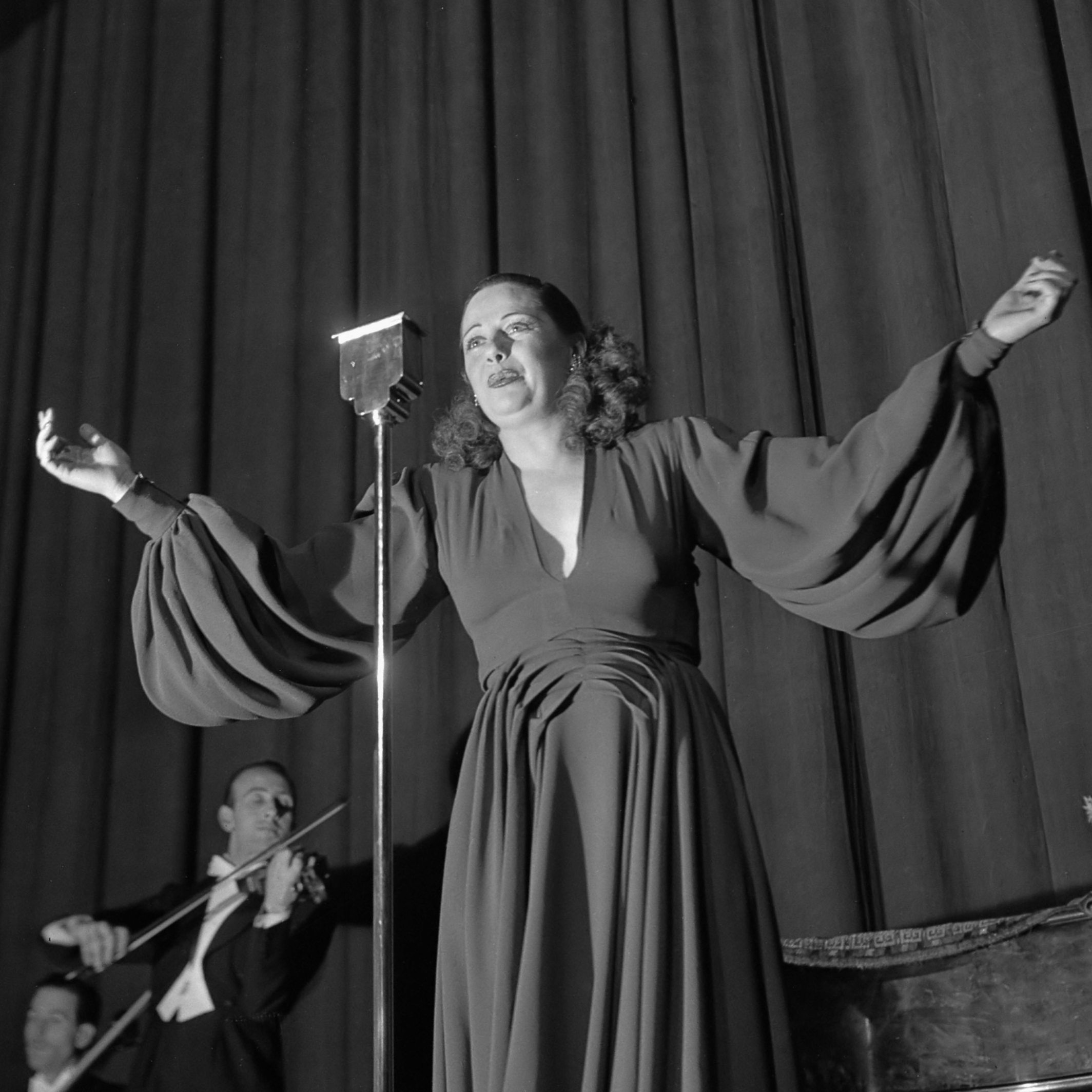
Lucienne Boyer
6 december

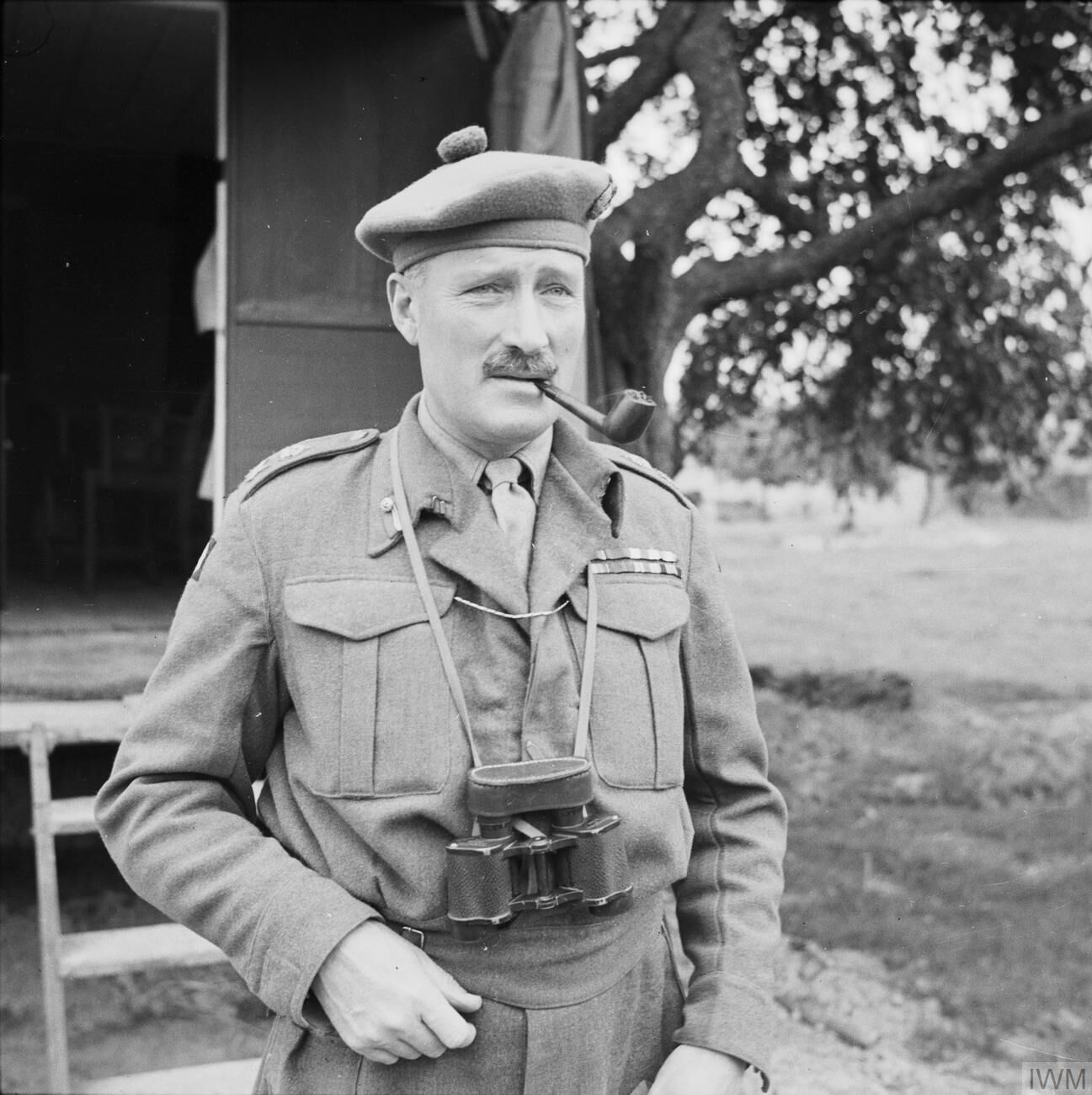
Neil Ritchie
11 december

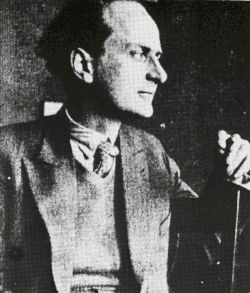
Henri Bruning
17 december

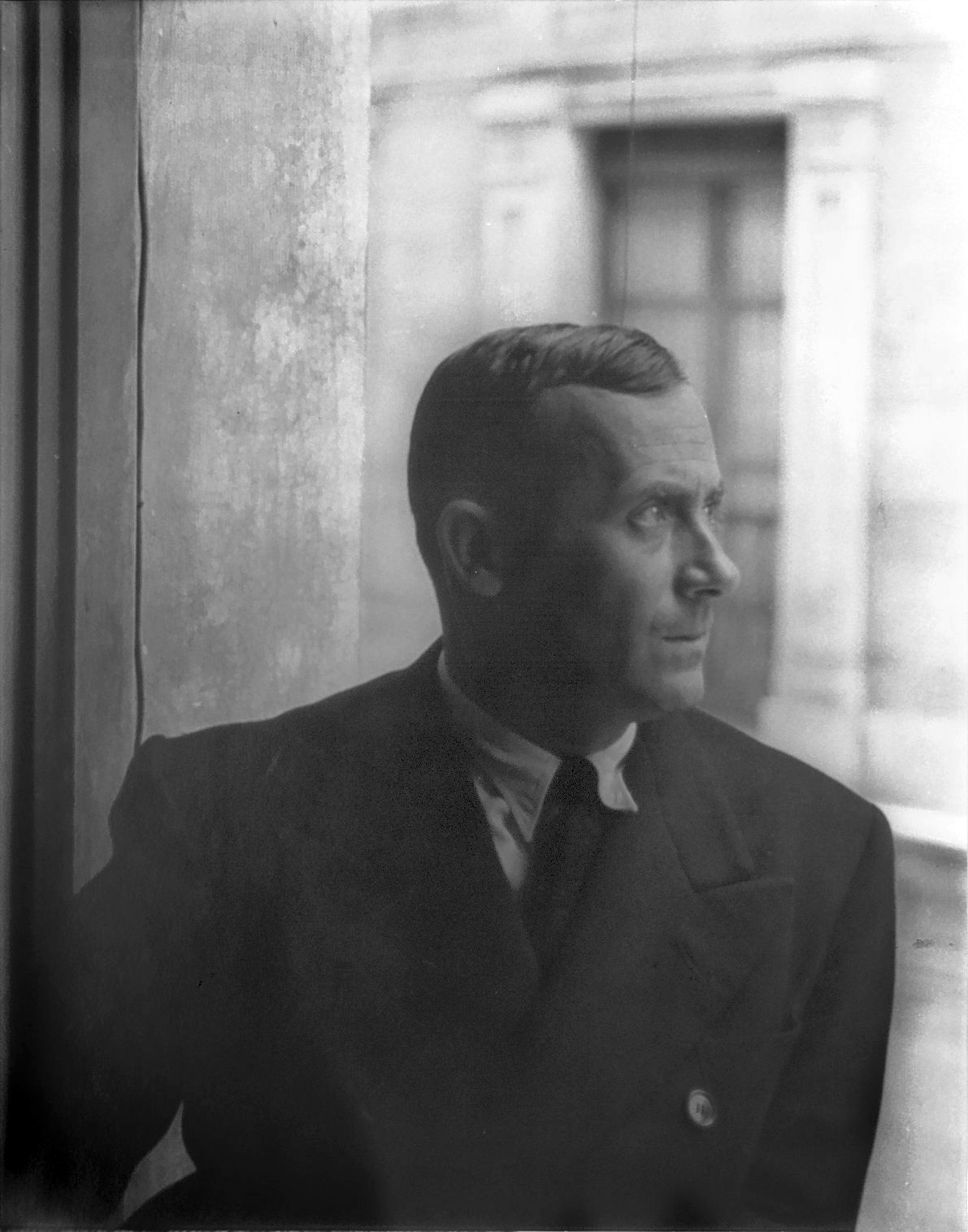
Joan Miró
25 december

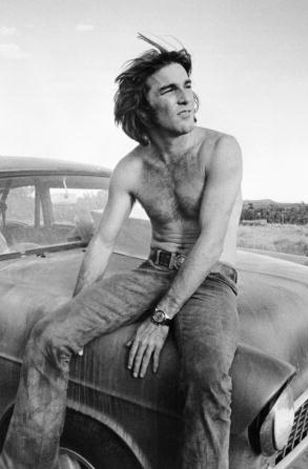
Dennis Wilson
28 december

| 1 | 2 | 3 | 4 | 5 | 6 | 7 | 8 | 9 | 10 | 11 | 12 | 13 | 14 | 15 | 16 | 17 | 18 | 19 | 20 | 21 | 22 | 23 | 24 | 25 | 26 | 27 | 28 | 29 | 30 | 31 |
| - | - | - | - | - | - | - | - | - | -- | -- | -- | -- | -- | -- | -- | -- | -- | -- | -- | -- | -- | -- | -- | -- | -- | -- | -- | -- | -- | -- |

### 2 december
- Aart van den IJssel (60), Nederlands kunstenaar

### 3 december
- Eugénie Boeye (80), Belgisch schrijfster en dichteres
- Al Watrous (84), Amerikaans golfer

### 4 december
- Felixberto Olalia sr. (80), Filipijns vakbondsleider

### 5 december
- Robert Aldrich (65), Amerikaans filmregisseur
- Jan Broeze (87), Nederlands kunstschilder
- Marinus Kutterink (76), Nederlands medailleur
- Peter Lohr (50), Nederlands cabaretier en theaterdirecteur
- John Robinson (64), Brits theoloog
- Leslie Talbot (73), Engels voetballer en voetbalcoach

### 6 december
- Lucienne Boyer (80), Franse zangeres

### 7 december
- Dirk Duinker (49), Nederlands politicus
- Rob Franken (42), Nederlands jazzpianist

### 11 december
- Mar Diemèl (80), Nederlands kunstschilder
- Neil Ritchie (86), Brits militair leider
- Tom Sneddon (71), Schots voetballer en voetbalcoach

### 12 december
- El Borrico de Jerez (73), Spaans zanger

### 14 december
- Ludo Van Der Linden (32), Belgisch wielrenner

### 16 december
- Philip Jackson Darlington (79), Amerikaans entomoloog en ornitholoog
- Enrico Manfredini (61), Italiaans geestelijke

### 17 december
- Henri Bruning (83), Nederlands dichter en essayist
- Victor Turner (63), Brits cultureel antropoloog

### 21 december
- Paul de Man (64), Belgisch literatuuronderzoeker
- József Vértesy (82), Hongaars waterpolospeler

### 22 december
- Hein Maeijer (57), Nederlands politicus

### 25 december
- Wilhelmina Bladergroen (75), Nederlands orthopedagoog
- Joan Miró (90), Spaans kunstenaar

### 26 december
- Joop Voogd (67), Nederlands politicus

### 27 december
- Luís Mesquita de Oliveira (72), Braziliaans voetballer

### 28 december
- Estrella Alfon (66), Filipijns schrijfster
- Eugène Chaboud (76), Frans autocoureur
- Jimmy Demaret (73), Amerikaans golfspeler
- Nico Splinter (75), Nederlands tekstdichter
- Dennis Wilson (39), Amerikaans drummer

### 29 december
- Leonardus Hartman (63), Nederlands burgemeester
- Erhard Quack (79), Duits componist

### 31 december
- George Louis Mens Fiers Smeding (76), Nederlands jurist
- Harold Warris Thompson (75), Brits chemicus

## Datum onbekend
- Celedonio Ancheta (77), Filipijns historicus (overleden in oktober)
- May Alix (81), Amerikaans zangeres (overleden in november)

1900 ·
1901 ·
1902 ·
1903 ·
1904 ·
1905 ·
1906 ·
1907 ·
1908 ·
1909 ·
1910 ·
1911 ·
1912 ·
1913 ·
1914 ·
1915 ·
1916 ·
1917 ·
1918 ·
1919 ·
1920 ·
1921 ·
1922 ·
1923 ·
1924 ·
1925 ·
1926 ·
1927 ·
1928 ·
1929 ·
1930 ·
1931 ·
1932 ·
1933 ·
1934 ·
1935 ·
1936 ·
1937 ·
1938 ·
1939 ·
1940 ·
1941 ·
1942 ·
1943 ·
1944 ·
1945 ·
1946 ·
1947 ·
1948 ·
1949 ·
1950 ·
1951 ·
1952 ·
1953 ·
1954 ·
1955 ·
1956 ·
1957 ·
1958 ·
1959 ·
1960 ·
1961 ·
1962 ·
1963 ·
1964 ·
1965 ·
1966 ·
1967 ·
1968 ·
1969 ·
1970 ·
1971 ·
1972 ·
1973 ·
1974 ·
1975 ·
1976 ·
1977 ·
1978 ·
1979 ·
1980 ·
1981 ·
1982 ·
1983 ·
1984 ·
1985 ·
1986 ·
1987 ·
1988 ·
1989 ·
1990 ·
1991 ·
1992 ·
1993 ·
1994 ·
1995 ·
1996 ·
1997 ·
1998 ·
1999 ·
2000 ·
2001 ·
2002 ·
2003 ·
2004 ·
2005 ·
2006 ·
2007 ·
2008 ·
2009 ·
2010 ·
2011 ·
2012 ·
2013 ·
2014 ·
2015 ·
2016 ·
2017 ·
2018 ·
2019 ·
2020 ·
2021 ·
2022 ·
2023 ·
2024 ·
2025